# Liste der technischen Denkmale in Leipzig (P–Z)
Die Liste der technischen Denkmale in Leipzig enthält die Technischen Denkmale in Leipzig. Sie ist unterteilt in die Liste der technischen Denkmale in Leipzig (A–O) – sie umfasst die Ortsteile von Althen-Kleinpösna bis Neustadt-Neuschönefeld – und in die Liste der technischen Denkmale in Leipzig (P–Z), die die Ortsteile von Paunsdorf bis Zentrum-West umfasst.
Diese Liste ist eine Teilliste der Liste der Kulturdenkmale in Sachsen.

## Legende
- Bild: Bild des Kulturdenkmals, ggf. zusätzlich mit einem Link zu weiteren Fotos des Kulturdenkmals im Medienarchiv Wikimedia Commons. Wenn man auf das Kamerasymbol klickt, können Fotos zu Kulturdenkmalen aus dieser Liste hochgeladen werden:
- Bezeichnung: Denkmalgeschützte Objekte und ggf. Bauwerksname des Kulturdenkmals
- Lage: Straßenname und Hausnummer oder Flurstücknummer des Kulturdenkmals. Die Grundsortierung der Liste erfolgt nach dieser Adresse. Der Link (Karte) führt zu verschiedenen Kartendiensten mit der Position des Kulturdenkmals. Fehlt dieser Link, wurden die Koordinaten noch nicht eingetragen. Sind diese bekannt, können sie über ein Tool mit einer Kartenansicht einfach nachgetragen werden. In dieser Kartenansicht sind Kulturdenkmale ohne Koordinaten mit einem roten bzw. orangen Marker dargestellt und können durch Verschieben auf die richtige Position in der Karte mit Koordinaten versehen werden. Kulturdenkmale ohne Bild sind an einem blauen bzw. roten Marker erkennbar.
- Datierung: Baubeginn, Fertigstellung, Datum der Erstnennung oder grobe zeitliche Einordnung entsprechend des Eintrags in der sächsischen Denkmaldatenbank
- Beschreibung: Kurzcharakteristik des Kulturdenkmals entsprechend des Eintrags in der sächsischen Denkmaldatenbank, ggf. ergänzt durch die dort nur selten veröffentlichten Erfassungstexte oder zusätzliche Informationen
- ID: Vom Landesamt für Denkmalpflege Sachsen vergebene, das Kulturdenkmal eindeutig identifizierende Objekt-Nummer. Der Link führt zum PDF-Denkmaldokument des Landesamtes für Denkmalpflege Sachsen. Bei ehemaligen Kulturdenkmalen können die Objektnummern unbekannt sein und deshalb fehlen bzw. die Links von aus der Datenbank entfernten Objektnummern ins Leere führen. Ein ggf. vorhandenes Icon  führt zu den Angaben des Kulturdenkmals bei Wikidata.

## Leipzig, Stadt
| Bild                                    | Bezeichnung | Lage                           | Datierung | Beschreibung | ID       |
| --------------------------------------- | --- | ------------------------------ | --- | --- | -------- |
|                                         | Wasserturm Paunsdorf; Wasserwerk Paunsdorf | Paunsdorf (Karte)              | 1902–1904 (Wasserturm); 1937–1938 (Brunnenhaus); 1903–1904 (Betriebsgebäude); 1903–1904 (Beamtenwohnhaus) | Wasserwerk mit Wasserturm, Betriebsgebäude und Beamtenwohnhaus sowie Brunnenhaus; Klinkerbau, Hängebodenbehälter; stadttechnische Bedeutung, Erinnerungswert, Bedeutung für die Volksbildung, ortsteilprägend | 09294774 |
| Direkt Bild zu diesem Denkmal hochladen | Deutsche Bahn AG | Paunsdorf (Karte)              | 1906 (Keller) | Ölkeller mit Erdabdeckung an den Bahngleisen; technisches Denkmal im Ensemble mit anderen Bahnanlagen, wissenschaftlichdokumentarisch und bauhistorisch bedeutsam | 09262032 |
| Weitere Bilder                          | Deutsche Bahn AG; Bahnhof Leipzig-Schönefeld | Paunsdorf (Karte)              | 1905–1906 (Bahnhof) | Bahnhof mit Empfangsgebäude (Nr. 35, mit Wartehalle) und daran angebautem Güterschuppen, Toilettengebäude, weiterhin Stellwerk Sö (Nr. 33a) an der Permoserstraße (siehe auch Stellwerk Sn an der Hohentichelnstraße); technisches Denkmal, Zeugnis der Verkehrs- und Ortsteilgeschichte, Erinnerungswert, in seiner Gesamtheit mit Bedeutung für die Volksbildung | 09262028 |
| Weitere Bilder                          | Fabrikhalle 3 auf dem Werksgelände | Paunsdorf (Karte)              | 1920/1925 (Fabrikhalle) | Klinkergebäude | 09262026 |
|                                         | Mietshaus in geschlossener Bebauung | Paunsdorf (Karte)              | 1900–1901 (Mietshaus) | mit Tordurchfahrt, ehemals Mangelgebäude mit Wäschemangel, Klinkerfassade, ortsbaugeschichtlich von Bedeutung | 09262136 |
| Weitere Bilder                          | Firma Christian Mansfeld; Leipziger Leuchtenbau GmbH                                                                                                  | Paunsdorf (Karte)              | 1911–1912, später erweitert (Fabrikgebäude) | Vier Fabrikgebäude (Nr. 60–64) und Kontorgebäude (ehem. Nr. 58) einer Fabrik; Klinkerfassade, technisches Denkmal und architektonisch ansprechendes Zeugnis für die Industrieansiedlung im Zusammenhang mit dem Auf- und Ausbau der Eisenbahn, Erinnerungswert | 09294771 |
| Weitere Bilder                          | Leipziger Verkehrsbetriebe; Straßenbahnhof Paunsdorf                                                                                                  | Paunsdorf (Karte)              | 1913 (Straßenbahndepot) | Hallen I und II des Straßenbahndepots Paunsdorf; sechsgleisige Halle I mit genieteten Stahlträgern und zehngleisige Halle II als Stahlbetonkonstruktion, baugeschichtlich und technikgeschichtlich von Bedeutung | 09294770 |
| Weitere Bilder                          | VEB Optima | Paunsdorf (Karte)              | 1901/1902 (Fabrik) | Fabrikgebäude; gelbes Klinkergebäude mit zwei turmähnlichen Bauteilen, baugeschichtlich von Interesse, technisches Denkmal, Erinnerungswert | 09294769 |
|                                         | Industriemontagen Leipzig GmbH; Firma Schiege | Paunsdorf (Karte)              | 1920/1930 (Fabrikhalle) | Fabrikanlage bestehend aus: Verwaltungsgebäude (1), Kontorgebäude (2) und Fabrikhalle (3) mit Oberlicht; Klinkerfassade, technisches Denkmal, Erinnerungswert, Dokument der Industrialisierung auf Paunsdorfer Flur | 09294773 |
| Weitere Bilder                          | Plagwitz–Lindenauer Industriebahn (Sachgesamtheit) | Plagwitz (Karte)               | 1879, später erweitert (Eisenbahnanlage) | Sachgesamtheit Plagwitz–Lindenauer Industriebahn, mit dem Einzeldenkmal: ehemalige Eisenbahnbrücke (siehe Einzeldenkmalliste Obj. 09298895), sowie Gleisanlagen bzw. Verlauf der Industriegleise (als Sachgesamtheitsteile) (siehe auch Sachgesamtheitsliste, OT Lindenau Obj. 09305231, OT Neulindenau Obj. 09305232, OT Schönau Obj. 09305233); eine Anschlussbahn in den Ortsteilen Lindenau, Neulindenau, Plagwitz und Schönau, die mit der industriellen Entwicklung und besonders mit dem Karl-Heine-Kanal und dem Ausbau des Leipziger Hafens in Verbindung stehen, ortsentwicklungsgeschichtlich und technikgeschichtlich von Bedeutung | 09262777 |
| Weitere Bilder                          | Karl-Heine-Kanal (Sachgesamtheit) | Plagwitz (Karte)               | 1856–1864 (Kanal) | Sachgesamtheit Karl-Heine-Kanal: Kanal und Uferbefestigungen (als Sachgesamtheitsteile) (siehe auch Sachgesamtheitsliste, OT Lindenau Obj. 09305324, und OT Neulindenau Obj. 09305325) sowie Ufereinfassung an der König-Albert-Brücke als Einzeldenkmal (siehe Einzeldenkmalliste, Karl-Heine-Straße Obj. 09264131); künstlich angelegte Wasserstraße, von zahlreichen Brücken überspannt, initiiert von Dr. Karl Heine (1819–1888), Fabrikant und Politiker, Schöpfer der Leipziger Westvorstadt, ortshistorische und technikgeschichtliche Bedeutung | 09290819 |
|                                         | Gleisbrücke PVIII; Plagwitz–Lindenauer Industriebahn (Sachgesamtheit)                                                                                 | Plagwitz (Karte)               | um 1880, Bogenbrücke (Eisenbahnbrücke); Umbau um 1910, Balkenbrücke (Eisenbahnbrücke) | Einzeldenkmal der Sachgesamtheit Plagwitz–Lindenauer Industriebahn: ehemalige Eisenbahnbrücke des Industriegleises über einen Verbindungsgraben zwischen Weißer Elster und Karl-Heine-Kanal (siehe auch Sachgesamtheitsliste Obj. 09262777); kombinierte Konstruktion aus einem gemauerten Brückenbogen (Zonengewölbe) und einer später hinzugefügten eisernen Balkenbrücke, baugeschichtlich, eisenbahngeschichtlich und ortsentwicklungsgeschichtlich von Bedeutung, zu dem Gebäude auf der Brücke, in dem von 2003 bis 2008 eine Talkshow des MDR produziert wurde, siehe Riverboat | 09298895 |
| Weitere Bilder                          | Bahnhof Leipzig-Plagwitz | Plagwitz (Karte)               | 1872 (Personenbahnhof) | Bahnhof mit Empfangsgebäude, zwei Güterabfertigungsgebäuden, Wasserturm, Toreinfahrt und Hofpflaster; Empfangsgebäude abwechslungsreich gegliederter Bau in historistischen Formen, Putz-Klinker-Fassade mit Klinkergliederungen, südlich an das Empfangsgebäude anschließend ehem. Eilgutabfertigung, weiter südlich Wasserturm und zweites Güterabfertigungsgebäude, 1873 Eröffnung als Zeitzer Bahnhof der Kgl. Preußischen Staatseisenbahnen, seit 1922 Bahnhof Leipzig-Plagwitz, siehe auch Industriebahnhof Leipzig-Plagwitz (Röckener Straße 2–34) und Bahnbetriebswerke Leipzig-Plagwitz (OT Kleinzschocher, Ruststraße o. Nr. und Schönauer Straße 113) sowie Stellwerk B 3 (OT Neulindenau), neben dem Bahnhof Leipzig-Leutzsch die interessanteste Anlage eines Vorstadtbahnhofes in Leipzig, wichtiges Zeugnis der regionalen Eisenbahnentwicklung, ortsgeschichtliche und verkehrsgeschichtliche sowie baugeschichtliche Bedeutung | 09264028 |
| Weitere Bilder                          | Elisabethbrücke | Plagwitz (Karte)               | 1902 (Straßenbrücke) | Straßenbrücke über den Karl-Heine-Kanal; Bogenbrücke in Zyklopenmauerwerk, mit Sandsteinpfosten als Geländer-Anfang, ortsentwicklungsgeschichtlich und baugeschichtlich von Bedeutung | 09264054 |
|                                         | Kammgarnspinnerei Stöhr & Co. (ehem.) | Plagwitz (Karte)               | um 1900 (Fabrikgebäude); um 1935 (Pförtnerhaus) | Produktions- und Verwaltungsgebäude (mitunter nur Fassaden), Vorgarten und Pförtnergebäude mit Toreinfahrt einer ehemaligen Textilfabrik (siehe auch Erich-Zeigner-Allee 77, Zschochersche Straße 79ce und Wachsmuthstraße 1–3); Produktionsgebäude an der Ecke Limburgerstraße markanter Klinkerbau in späthistoristischen Formen mit Sheddach, nördlich anschließend Fassaden und Gebäudeteile in historistischer Klinkerarchitektur mit Kunststein- und Putzgliederungen, Verwaltungsgebäude überformte Putzfassade mit Putzgliederungen, straßenseitig erhöhter Vorgarten mit Natursteineinfassung, hofseitig Anbau mit Klinkerfassade, Pförtnerhaus mit Natursteinverkleidung und überdachtem Zugang, Einfahrt mit bossierten Einfassungsmauern, Kammgarnspinnerei Stöhr & Co. einst größte Fabrik ihrer Art in Deutschland, Zeugnis der herausgehobenen Rolle von Plagwitz als Industriestandort, ortsentwicklungsgeschichtlich, baugeschichtlich und industriegeschichtlich von Bedeutung | 09299277 |
| Weitere Bilder                          | Könneritzbrücke | Plagwitz (Karte)               | 1898 (Straßenbrücke) | Brücke über Weiße Elster; genietete Stahlkonstruktion, eine der letzten Dreigelenkbogenbrücken in Deutschland, straßenbildprägend, ortsgeschichtlich, technikgeschichtlich, verkehrsgeschichtlich und städtebaulich von Bedeutung | 09262687 |
|                                         | Landmaschinenfabrik Rud. Sack (ehem.); später BBG Bodenbearbeitungsgeräte Leipzig                                                                     | Plagwitz (Karte)               | um 1900 (Fabrikanlagenteil) | Zwei Fabrikgebäude und Kesselhaus West (Anschriften: Gießerstraße 12 und Weißenfelser Straße 84, auf einem Grundstück mit Karl-Heine-Straße 105); Eckgebäude Putzbau mit Putz- und Kunststeingliederungen, in der Weißenfelser Straße anschließend Betonskelettbau im Reformstil um 1910, mit typischer Putzfassade im Rastersystem, hofseitig Kesselhaus mit steil aufragender Giebelfront, Putzfassade mit Putzgliederungen, ehemals Teil der ausgedehnten Fabrikanlagen der Landmaschinenfabrik Rud. Sack, Hersteller von Dampfpflügen und Drillmaschinen (siehe auch Weißenfelser Straße 67), Zeugnis der Bedeutung Leipzigs als einstiges Zentrum des Maschinenbaus, ortsentwicklungsgeschichtlich, industriegeschichtlich und baugeschichtlich von Bedeutung | 09264065 |
|                                         | Holzbearbeitungsmaschinenfabrik E. Kießling & Co. (ehem.); später Brehmer Buchdruckereimaschinenfabrik                                                | Plagwitz (Karte)               | um 1905 (Fabrikgebäude) | Fabrikgebäude in Ecklage; Klinkerfassade in Formen der versachlichten Architektur nach 1900, Klinker-, Putz- und Kunststeingliederungen, zur Straßenecke etwas überhöhter Gebäudeteil mit gebrochenem Dach, ehemals Teil der ausgedehnten Maschinenfabrik für Holzbearbeitungsmaschinen E. Kießling & Co. (siehe auch Weißenfelser Straße 69a, 71), in den 1930er Jahren von der Fa. Brehmer Buchdruckereimaschinen übernommen, Zeugnis der Bedeutung Leipzigs als einstiges Zentrum des Maschinenbaus, ortsentwicklungsgeschichtlich, industriegeschichtlich und baugeschichtlich von Bedeutung | 09264279 |
|                                         | Maschinenfabrik Kleine & Bormann (ehem.) | Plagwitz (Karte)               | 1890 (Fabrik) | Fabrikgebäude; Klinkerfassade mit Klinkergliederungen, Zeugnis der Entwicklung von Plagwitz zum Industrievorort, ortsentwicklungsgeschichtlich, industriegeschichtlich und baugeschichtlich von Bedeutung | 09301283 |
|                                         | Hermann Wilhelm Farbenfabrik (ehem.) | Plagwitz (Karte)               | um 1900 (Fabrikgebäude); um 1920, rückwärtiges Gebäude (Fabrikgebäude) | Zwei Fabrikgebäude einer ehemaligen Fabrikanlage; straßenseitiger Bau zweigeschossig, nach Westen rückwärtig gelegener Bau dreigeschossig, bei beiden Klinkerfassade mit Klinkergliederungen, teils auch Gliederungselemente in Kunststein und Putz, Zeugnis der Entwicklung von Plagwitz zum Industrievorort, ortsentwicklungsgeschichtlich, industriegeschichtlich und baugeschichtlich von Bedeutung | 09261891 |
|                                         | Metallwarenfabrik Stoll & Elschner (ehem.); später Landmaschinenfabrik Rud. Sack                                                                      | Plagwitz (Karte)               | um 1905 (Fabrikgebäude) | Drei Fabrikgebäude; Klinkerfassaden in Formen des ausgehenden Historismus, Klinkergliederungen, Eisenträger als Fensterstürze, an der Gießerstraße Verdachung in Kunststein, Zeugnis der Plagwitzer Industriegeschichte, ortsentwicklungsgeschichtlich, industriegeschichtlich und baugeschichtlich von Bedeutung | 09264069 |
|                                         | Eisengroßhandlung und Eisenbau C. F. Weithas Nachf. (ehem.); später Kirow-Werke                                                                       | Plagwitz (Karte)               | 1910–1912 (Fabrikhalle) | Fabrikhalle (Anschrift: Gießerstraße 29 und Markranstädter Straße 8b); ehemalige, dreischiffige Montagehalle für Eisenkonstruktionen, Klinkerfassade mit Rundbogenöffnungen und Schmuckgiebel, Halle mit Oberlicht, C. F. Weithas Nachf. traditionsreiches Leipziger Unternehmen für Eisenprodukte und Eisenbau und wohl älteste deutsche Rohrhandelsfirma, Zeugnis für die Entwicklung von Plagwitz als bevorzugter Industriestandort, ansprechendes Beispiel der Industriearchitektur des frühen 20. Jahrhunderts, ortsentwicklungsgeschichtlich, baugeschichtlich und technikgeschichtlich von Bedeutung | 09264074 |
| Weitere Bilder                          | Fritz Schulz jun. AG Chemische Fabriken; Globuswerke                                                                                                  | Plagwitz (Karte)               | 1897 (Fabrikanlagenteil); 1910, Hauptgebäude (Fabrikgebäude); 1907 (Fabrikhalle) | Ehemalige Fabrikanlage mit mehreren Fabrikgebäuden (Limburgerstraße 74ac und Klingenstraße 15c), einem Verwaltungs- und Laborgebäude (Gießerstraße 48) sowie einer Fabrikhalle (Gießerstraße 46) und der Atlasfigur an der Tordurchfahrt; reich gegliederte Klinkerbauten in späthistoristischen und jugendstiligen Formen, verschiedentlich eiserne Zieranker, innere Konstruktion teils in Stahlbeton, überlebensgroße Steinplastik des globustragenden Atlas, Fritz Schulz jun. AG einst weltweit tätiger Hersteller von Reinigungs-, Pflege- und Schädlingsbekämpfungsmitteln, Zeugnis für die Entwicklung von Plagwitz zum bedeutenden Industriestandort, ortsentwicklungsgeschichtliche, baugeschichtliche und industriegeschichtliche Bedeutung | 09264164 |
|                                         | Maschinenfabrik Gebr. Wommer (ehem.) | Plagwitz (Karte)               | um 1900 (Fabrikgebäude) | Fabrikgebäude in ehemals halboffener Bebauung; historistischer Klinkerbau in gotisierenden Formen, Klinker- und Kunststeingliederungen, Seitenrisalit mit Staffelgiebel, ortsentwicklungsgeschichtlich und baugeschichtlich von Bedeutung | 09264077 |
|                                         | Firma Kluge & Co. (ehem.) | Plagwitz (Karte)               | bezeichnet 1920 (Mietshaus); 1926 dat. (Gewerbegebäude); um 1900 (Gewerbegebäude) | Mietshaus mit Hofpflaster sowie zwei ehemaligen Gewerbegebäuden und Einfriedung im Hof; Putzbau in schlichten traditionellen Formen, Putzgliederungen mit Art-déco-Einflüssen, Gewerbegebäude Klinkerbauten, teils mit Kunststeindekoration, darunter zwei Figuren, ortsentwicklungsgeschichtlich und baugeschichtlich von Bedeutung | 09264078 |
|                                         | Bahnhof Leipzig-Plagwitz, Güterladestelle I (ehem.)                                                                                                   | Plagwitz (Karte)               | 1880 (Güterschuppen) | Güterschuppen; ehemalige Güterladestelle in Plagwitz, genutzt von den einst umliegenden Industriebetrieben, heute Vereinshaus im Stadtteilpark Plagwitz, Putzbau mit sparsamen Putzgliederungen, ortsentwicklungsgeschichtlich und eisenbahngeschichtlich von Bedeutung, siehe auch: Liste von Gleisanschlüssen des Bahnhofs Leipzig-Plagwitz | 08967662 |
|                                         | Ehemaliges Fabrikgebäude | Plagwitz (Karte)               | um 1895 (Fabrikgebäude) | Klinkerfassade in späthistoristischen Formen, Klinker- und Kunststeingliederungen, ortsentwicklungsgeschichtlich und baugeschichtlich von Bedeutung | 09298439 |
| Weitere Bilder                          | König-Albert-Brücke | Plagwitz (Karte)               | 1874 (Straßenbrücke) | Straßenbrücke über den Karl-Heine-Kanal; unter Wiederherstellung des historischen Erscheinungsbildes weitgehend neugebaute Dreibogenbrücke, Brückenpfeiler original, darüber neue Bauteile in Stahlbeton, verblendet mit Klinker- und Bruchsteinmauerwerk, der alten Form nachgebautes Eisengeländer, hoher wissenschaftlicher Wert als Dokument der Technik-, Industrie- und Stadtgeschichte, Bestandteil der Gesamtanlage Karl-Heine-Kanal, technikgeschichtlich, industriegeschichtlich und ortsentwicklungsgeschichtlich von Bedeutung | 09261509 |
| Weitere Bilder                          | Armaturenfabrik Schumann & Co. (ehem.); heute Westwerk                                                                                                | Plagwitz (Karte)               | 1882, Grundstückserwerb (Fabrik); 1951 (Fabrikhalle); 1951 (Verwaltungsgebäude); 1928, im Kern älter, später erweitert (Fabrikgebäude); 1881–1882 (Straßenbahndepot) | Ehemalige Fabrikanlage, bestehend aus mehreren Fabrikgebäuden, darunter Reste eines ehemaligen Straßenbahndepots, Kontorhaus und Verwaltungsgebäude sowie Hofpflasterung; vorwiegend Klinkerfassaden, mit Klinker- und Kunststeingliederungen, rückwärtige Bauten in historistischen Formen, Straßenansicht durch Kontorhaus mit ursprünglich historistischer Putzfassade (Karl-Heine-Straße 93) sowie Fabrikationshalle (Karl-Heine-Straße 87, 91) und Verwaltungsgebäude (Karl-Heine-Straße 85) von 1951 geprägt, weitgehend geschlossen erhaltene Fabrikanlage als wichtiges Zeugnis der Stellung Leipzigs als einstiges Zentrum des Maschinenbaus, ortsentwicklungsgeschichtlich, baugeschichtlich und industriegeschichtlich von Bedeutung | 09264125 |
| Weitere Bilder                          | IL 18 | Plagwitz (Karte)               | 1960, Indienststellung (Flugzeug) | Flugzeug; ehemaliges Verkehrsflugzeug der DDR-Fluggesellschaft Interflug, Typ Iljuschin Il-18, Betriebszeit 1960–87, Zeugnis der Luftfahrtgeschichte der DDR, verkehrsgeschichtlich und technikgeschichtlich von Bedeutung | 09299973 |
|                                         | Landmaschinenfabrik Rud. Sack (ehem.); später BBG Bodenbearbeitungsgeräte Leipzig                                                                     | Plagwitz (Karte)               | 1894 (Fabrikhalle) | Ehemalige Gießereihalle einer Fabrikanlage, heute Veranstaltungsort; Putzfassade über Bruchsteinsockel, ehemals Teil der ausgedehnten Fabrikanlagen der Landmaschinenfabrik Rud. Sack (siehe auch Gießerstraße 12, Karl-Heine-Straße 97 und 101 sowie Weißenfelser Straße 67), Zeugnis der Bedeutung Leipzigs als einstiges Zentrum des Maschinenbaus, ortsentwicklungsgeschichtlich, industriegeschichtlich und baugeschichtlich von Bedeutung | 09264127 |
|                                         | Umspannwerk West (ehem.) | Plagwitz (Karte)               | um 1905 (Umspannwerk) | Ehemaliges Umspannwerk (Lauchstädter Straße 51) mit ehemaligem Beamtenwohnhaus (Lauchstädter Straße 43), Einfriedung mit zwei Toreinfahrten sowie Pflaster; Klinkerbauten in Formen des ausgehenden Historismus und Jugendstils, Kunststein- und Klinkergliederungen, Umspannwerk mit charakteristischen Thermenfenstern, Beamtenwohnhaus in rückwärtiger Lage, Zeugnis der Energieversorgung in früherer Zeit, baugeschichtlich, ortsentwicklungsgeschichtlich und technikgeschichtlich von Bedeutung | 09264162 |
|                                         | Werkzeugmaschinenfabrik Ferdinand Kunad; Metallfabrik I. Eberspächer; VEB Blechverformungswerk                                                        | Plagwitz (Karte)               | 1889–1890 (Metallverarbeitende Industrie-Anlagenteil); 1905, Neubau eines Gießereigebäudes (Metallverarbeitende Industrie-Anlagenteil); 1939–1940 (Fabrikgebäude) | Verwaltungs- und Produktionsgebäude, zwei Fabrikhallen sowie Pförtnerhaus einer Fabrikanlage; historistische, teils reich gegliederte Klinkerbauten der Fa. Ferdinand Kunad Werkzeugmaschinenfabrik, seit 1936 Fa. I. Eberspächer Esslingen, Neubau einer zweigeschossigen Fabrikationshalle, ebenfalls als Ziegelbau, Architekt Curt Schiemichen, Zeugnis der Industrieentwicklung in Plagwitz als Zentrum des Maschinenbaus, ortsentwicklungsgeschichtlich, baugeschichtlich und industriegeschichtlich von Bedeutung, als Arbeits- und Lehrstätte des Kommunisten und Widerstandskämpfers Georg Schumann auch zeitgeschichtlicher Zeugniswert | 09264171 |
|                                         | Drahtstiftefabrik M. Billhardt | Plagwitz (Karte)               | 1908 (Fabrikgebäude) | Fabrikgebäude; schmaler, sich in die Tiefe erstreckender Klinkerbau, dreigeschossiger Kopfteil im Reformstil um 1910, Putzgliederungen und Ziergiebel, rückwärtiger zweigeschossiger Gebäudetrakt wohl etwas älter, als ehemaliger Teil einer Fabrikanlage Zeugniswert für die Rolle von Plagwitz als Industriestandort, ortsentwicklungsgeschichtlich und industriegeschichtlich von Bedeutung | 09261803 |
|                                         | Blechwarenfabrik Felix Lasse; später Famos-Spielzeugfabrik                                                                                            | Plagwitz (Karte)               | 1904 (Fabrikgebäude) | Fabrikgebäude; ehemals Teil einer Fabrikanlage, Klinkerfassade in historistischen Formen, Klinker- und Kunststeingliederungen, an der Nordostecke turmartiges Treppenhaus mit Walmdach, ursprünglich Felix Lasse Blechemballagenfabrik gegründet 1877, Zeugnis für die Geschichte von Plagwitz als wichtiger Industriestandort, ortsentwicklungsgeschichtlich, baugeschichtlich und industriegeschichtlich von Bedeutung | 09264172 |
|                                         | Sächsische Röhrenfabrik A. Thierfelder & Comp. (ehem.)                                                                                                | Plagwitz (Karte)               | um 1900 (Fabrikgebäude) | Fabrikgebäude, Werkhalle sowie Einfriedung mit Toreinfahrt einer ehemaligen Fabrikanlage; Fabrikgebäude historistischer Klinkerbau mit Klinkergliederungen, straßenseitiger Kopfteil wohl einst mit Büro- und Kontornutzung, Werkhalle Stahlfachwerk mit Klinkerausfachung, Einfriedung Klinkermauerwerk, ortsentwicklungsgeschichtliche und industriegeschichtliche Bedeutung | 09264198 |
|                                         | Leipziger Spitzenfabrik Barth & Co. (ehem.) | Plagwitz (Karte)               | 1900 (Fabrik) | Fabrikgebäude; zweiteiliger Bau mit reicher historistischer Klinkerfassade, Kunststein- und Klinkergliederungen, Mittenbetonung durch Vorlage mit Segmentgiebel, rückwärtiger, ebenfalls langgestreckter Gebäudeteil rechtwinklig angeschlossen, ortsentwicklungsgeschichtlich, baugeschichtlich und industriegeschichtlich von Bedeutung | 09264199 |
|                                         | Deutsche Kugellagerfabrik (ehem.) | Plagwitz (Karte)               | um 1910 (Fabrik) | Fabrikgebäude; Klinkerfassade im Rastersystem, Fensterstürze in Beton, ortsentwicklungsgeschichtlich, industriegeschichtlich und baugeschichtlich von Bedeutung | 09299041 |
|                                         | Maschinen- und Eisengroßhandlung H. Törpsch (ehem.)                                                                                                   | Plagwitz (Karte)               | bezeichnet 1902 (Fabrikgebäude) | Ehemaliges Lagergebäude; Klinkerfassade im Rastersystem, Klinker- und Kunststeingliederungen, Durchfahrt, ursprünglich H. Törpsch, Eisen- und Maschinenhandlung, später Deutsche Kugellagerfabrik, dann Eisenkontor Sachsen, ortsentwicklungsgeschichtlich, industriegeschichtlich und baugeschichtlich von Bedeutung | 09264200 |
|                                         | Konsumbäckerei (ehem.) | Plagwitz (Karte)               | 1899 (Bäckerei) | Gebäude einer ehemaligen Großbäckerei, mit zwei Seitentrakten im Hof; Klinkerfassaden in Formen des ausgehenden Historismus, Klinker- und Kunststeingliederungen, Tordurchfahrt, ortsentwicklungsgeschichtlich, industriegeschichtlich, sozialgeschichtlich und baugeschichtlich von Bedeutung | 09299031 |
| Weitere Bilder                          | Maschinenfabrik Unruh & Liebig (ehem.); später Kirow-Werke                                                                                            | Plagwitz (Karte)               | 1896–1897 (Fabrikhalle); 1896–1997 (Verwaltungsgebäude) | Verwaltungsgebäude und Fabrikhalle einer ehemaligen Fabrikanlage; späthistoristische Klinkerfassade mit Stein-, Klinker- und Putzgliederung, Fassadenabschnitt vor der Fabrikhalle mit fensterumschließenden Blendbögen und Schaugiebel, westliche Außenachse mit jüngerem Treppenhauseinbau mit Kunststeingliederung, Montagehalle ursprünglich dreischiffig, an der Ostseite etwas kleinerer Hallenanbau, Unruh & Liebig einst europaweit tätige Firma für Transportanlagen, Krane und Aufzüge, wichtiges Zeugnis für die Bedeutung des Industriestandorts Leipzig-Plagwitz als Zentrum des Maschinenbaus, markantes Beispiel der Industriearchitektur um 1900, ortsentwicklungsgeschichtlich, industriegeschichtlich und baugeschichtlich von Bedeutung | 09264202 |
|                                         | Fabrikgebäude in rückwärtiger Lage, mit Schornstein                                                                                                   | Plagwitz (Karte)               | um 1905 (Fabrikgebäude) | Putz-Klinker-Fassade in Formen des ausgehenden Historismus, Sheddach, ortsentwicklungsgeschichtlich, industriegeschichtlich und baugeschichtlich von Bedeutung | 09262420 |
| Weitere Bilder                          | Leipziger Dampfseifenfabrik Kratzsch & Pozzi (ehem.); Schlothof                                                                                       | Plagwitz (Karte)               | 1898–1899, bezeichnet 1899 (Fabrikantenwohnhaus) | Wohnhaus, Kontorgebäude, Fabrikgebäude, Kessel- und Maschinenhaus mit Schornstein, zwei Nebengebäude, Hofeinfahrt sowie Hofpflasterung einer ehemaligen Fabrikanlage; einheitlich gestaltete Klinkerbauten in späthistoristische Formen, Klinker-, Putz- und Kunststeingliederungen, Wohnhaus mit Erker und seitlichem Zwerchgiebel, straßenbildprägende Lage in Achse Klingenstraße, ortsentwicklungsgeschichtlich, industriegeschichtlich und baugeschichtlich von Bedeutung | 09264207 |
|                                         | Nonnenbrücke | Plagwitz (Karte)               | 1883 (Straßenbrücke) | Straßenbrücke über den Karl-Heine-Kanal; ortsentwicklungsgeschichtlich von Bedeutung | 09261802 |
| Weitere Bilder                          | Stoffwäschefabrik Mey & Edlich (ehem.) | Plagwitz (Karte)               | 1906–1907 (Fabrikgebäude); 1881–1885 (Uferbefestigung an der Weißen Elster) | Fabrikgebäude (Nr. 5b/5c) sowie flussseitige Außenmauer des ehemaligen, angrenzenden Gebäudeflügels (Nr. 5d), einschließlich der Fluss-Stützmauer; Fabrikgebäude Stahlbetonskelettbau mit Klinkerfassaden im Rastersystem, Mauer des eingeschossigen Gebäudeflügels ebenfalls in Klinker, Uferstützmauer in Bruchstein, die Firma Mey & Edlich entwickelte sich zum einst weltmarktführenden Versandhandelsunternehmen, Zeugnis für die herausgehobene Stellung von Plagwitz als Industriestandort, ortsentwicklungsgeschichtlich, baugeschichtlich und industriegeschichtlich von Bedeutung | 09303007 |
|                                         | Fabrikgebäude | Plagwitz                       | um 1895 (Fabrikgebäude) | rückwärtige Lage an der Weißen Elster, historistische Putzfassade mit Putzgliederungen, ortsentwicklungsgeschichtlich, industriegeschichtlich und baugeschichtlich von Bedeutung | 09299043 |
|                                         | Buntgarnwerke (Sachgesamtheit); Sächsische Wollgarnfabrik                                                                                             | Plagwitz (Karte)               | 1879–1888 (Fabrikgebäude); 1905 (Fabrikgebäude); bezeichnet 1940 (Relief) | Einzeldenkmale der Sachgesamtheit Buntgarnwerke: Werkhallen und Produktionsgebäude, sowie Verbindungsbau über die Weiße Elster, Ufermauer, Pförtnerhaus und Eingangsvorbau (mit Flachreliefs) (siehe auch Sachgesamtheitsliste Obj. 09306107, Nonnenstraße 17–21a); Klinkerbauten, außergewöhnlich imposante Fabrikanlage, ein Teil der Anlagen zwischen Fluss und Holbeinstraße (Fabrik-Erweiterungsbau unter Holbeinstraße 14, siehe dort), Relief einer Spinnerin von 1940, vermutlich von Max Alfred Brumme, baugeschichtlich, industriegeschichtlich und ortsentwicklungsgeschichtlich von Bedeutung | 09299009 |
| Weitere Bilder                          | Buntgarnwerke (Sachgesamtheit); Wollgarnfabrik Tittel & Krüger                                                                                        | Plagwitz (Karte)               | 1879–1888 (Spinnerei Nonnenstraße) | Sachgesamtheit Buntgarnwerke, mit folgenden Einzeldenkmalen: Fabrikareal in den Ortsteilen Plagwitz und Schleußig, an der Nonnenstraße Werkhallen und Produktionsgebäude, sowie Verbindungsbau über die Weiße Elster, Ufermauer, Pförtnerhaus und Eingangsvorbau (mit Flachreliefs) (siehe Einzeldenkmalliste Obj. 09299009, Nonnenstraße 17–21a, siehe auch Sachgesamtheitsbestandteil Obj. 09304726, OT Schleußig, Holbeinstraße 14–18h); großzügiger Fabrikkomplex mit repräsentativen Gebäuden, technikgeschichtlich und stadtentwicklungsgeschichtlich von Bedeutung; Architekten: Pfeifer & Händel | 09306107 |
|                                         | Museum für Druckkunst | Plagwitz (Karte)               | 1908, Hofgebäude (Fabrik); 1915–1917, Vordergebäude (Fabrik) | Ehemalige Fabrik in geschlossener Bebauung, mit Vorgarten; Vierflügelanlage, Vordergebäude Putzfassade im Art déco, zurückhaltende Putzgliederungen, seitlich gelegene Hofeinfahrt mit kräftiger Rahmung, Hofgebäude Klinkerfassaden mit Klinkergliederungen, ortsentwicklungsgeschichtlich, industriegeschichtlich und baugeschichtlich von Bedeutung | 09298897 |
| Direkt Bild zu diesem Denkmal hochladen | Lichtdruck-Werkstatt; Museum für Druckkunst | Plagwitz                       | nach 1888 (Technische Ausstattung) | Technische Ausstattung einer Lichtdruckerei; Glasplatten, Trockenöfen, Kopierrahmen, vier Lichtdruck-Schnellpressen Faber & Schleicher sowie Steinmess & Stolle und eine Zweiraum-Repro-Kamera, eine von weltweit nur noch zwei und die letzte in Deutschland erhaltene Lichtdruckerei (ehemals Perthesstraße 3), Seltenheitswert, technikgeschichtliche Bedeutung | 09291406 |
|                                         | Gummiwarenfabrik Phil. Penin (ehem.) | Plagwitz (Karte)               | 1883 (Fabrikgebäude); 1899, Erweiterung (Fabrikgebäude); 1913, Erweiterung (Fabrikgebäude) | Gebäude einer ehemaligen Fabrikanlage, mit Vorgarten; drei- und viergeschossige Bauten mit historistischen Klinker- und Putzfassaden, Putzgliederungen, Nr. 44d gestaffelter Klinkerbau mit Klinkergliederungen, Gummiwarenfabrik Penin einst einer der bedeutendsten Großbetriebe in Plagwitz, später zur Sächsischen Wollgarnfabrik AG vorm. Tittel & Krüger hinzugezogen (siehe Nonnenstraße 17–21a), ortsentwicklungsgeschichtlich, industriegeschichtlich und baugeschichtlich von Bedeutung | 09299008 |
|                                         | Industriebahnhof Leipzig-Plagwitz (ehem.) | Plagwitz (Karte)               | 1886, Ausbaubeginn (Industriebahnhof) | Ehemalige Güterabfertigung im ehemaligen Industriebahnhof Leipzig-Plagwitz; Klinkerbau in historistischen Formen, überhöhter Kopfbau, wohl ehemals Empfangsgebäude für den später eingestellten Personenverkehr, südlich anschließend Rampe mit Überdachung, ursprünglich Teil der Gaschwitzer Eisenbahn, 1886 von der Kgl. Sächsischen Staatseisenbahn übernommen und gegenüber dem Kgl. Preußischen Staatsbahnhof zum großen Güterbahnhof mit kleinem Personenbahnhof ausgebaut, ab 1922 Leipzig-Plagwitz Industriebahnhof, siehe auch Bahnhof Leipzig-Plagwitz (Engertstraße 36/38) und Bahnbetriebswerk Leipzig-Plagwitz (OT Kleinzschocher, Ruststraße o. Nr. und Schönauer Straße 113), Zeugnis der regionalen Eisenbahnentwicklung und der Bedeutung von Plagwitz als Verkehrsgüterzentrum, ortsgeschichtliche und verkehrsgeschichtliche Bedeutung | 09305779 |
|                                         | Kammgarnspinnerei Stöhr & Co. (ehem.) | Plagwitz (Karte)               | 1897–1898 (Fabrikgebäude); 1901, Inbetriebnahme (Fabrikgebäude); um 1905 (Werkstatt) | Mehrere Fabrikgebäude und ein Werkstattgebäude einer ehemaligen Textilfabrik; dreigeschossiges Hauptgebäude zur Wachsmuthstraße, dahinter ein- und zweigeschossige, einer ehemaligen Fabrikhalle vorgelagerte Bauten, insgesamt farbig abgesetzte Klinkerfassaden in späthistoristischen Formen, Klinker- und Kunststeingliederungen, Werkstattgebäude zur Limburgerstraße ausgerichtet, roter Klinkerbau mit Fassaden im Rastersystem, ortsentwicklungsgeschichtlich, industriegeschichtlich und baugeschichtlich von Bedeutung | 09264234 |
|                                         | Maschinenfabrik J.G. Schelter & Giesecke (ehem.) | Plagwitz (Karte)               | 1896–1898 (Fabrikgebäude) | Fabrikgebäude einer ehemals umfangreichen Fabrikanlage; späthistoristische Klinkerfassade mit Klinker- und Kunststeingliederungen, ehemals Druckmaschinenfabrik der Fa. Schelter & Giesecke, später VEB Druckmaschinenwerke, Zeugnis für die Bedeutung Leipzigs als einstiges Zentrum des Maschinenbaus und der Druckindustrie, ortsentwicklungsgeschichtlich, industriegeschichtlich und baugeschichtlich von Bedeutung | 09264235 |
| Weitere Bilder                          | Weißenfelser Brücke | Plagwitz (Karte)               | 1886 (Straßenbrücke) | Straßenbrücke über den Karl-Heine-Kanal; Bogenbrücke in Bruchstein- und Ziegelmauerwerk, ortsentwicklungsgeschichtlich, baugeschichtlich und verkehrsgeschichtlich von Bedeutung | 09264249 |
| Weitere Bilder                          | Verzinkerei Grohmann & Frosch (ehem.); Stelzenhaus | Plagwitz (Karte)               | um 1890 (Kontorhaus); 1937–1939 (Fabrikhalle) | Kontorhaus und Lagergebäude einer ehemaligen Fabrikanlage, mit Toreinfahrt; Kontorhaus historistischer Klinkerbau mit Putz- und Klinkergliederungen, zweiteiliges Lagergebäude funktionaler Bau in Beton und Klinker auf markanter Substruktion aus Stahlbetonpfeilern, in der Gebäudemitte einst überdachter Gleiskopf, ortsentwicklungsgeschichtlich, industriegeschichtlich und baugeschichtlich von Bedeutung | 09264277 |
|                                         | Landmaschinenfabrik Rud. Sack (ehem.), später BBG Bodenbearbeitungsgeräte Leipzig                                                                     | Plagwitz (Karte)               | 1897 (Fassade) | Fassade eines ehemaligen Fabrikgebäudes; Klinkerfassade mit Klinker- und Kunststeingliederungen, kunstvolle Maueranker mit Monogramm RSP, darunter Pflugschar, ehemals Teil der ausgedehnten Fabrikanlagen der international tätigen Landmaschinenfabrik Rud. Sack (siehe auch Gießerstraße 12 und Karl-Heine-Straße 97, 101, 105), Zeugnis der Bedeutung Leipzigs als einstiges Zentrum des Maschinenbaus, ortsentwicklungsgeschichtlich, industriegeschichtlich und baugeschichtlich von Bedeutung | 09305195 |
|                                         | Holzbearbeitungsmaschinenfabrik E. Kießling & Co. (ehem.); später Brehmer Buchdruckereimaschinenfabrik                                                | Plagwitz (Karte)               | um 1900 (Fabrikgebäude) | Drei Fabrikgebäude und eine Fabrikhalle einer ehemaligen Fabrikanlage; straßenseitige Gebäude mit Klinkerfassaden in späthistoristischen Formen, teils Jugendstilanklänge, Klinker-, auch Putz- und Kunststeingliederungen, bei Nr. 71 rückwärtig Fabrikhalle, wohl mit basilikalem Querschnitt, über den Seitenteilen Sheddächer, ehemals Teile der ausgedehnten Maschinenfabrik für Holzbearbeitungsmaschinen E. Kießling & Co. (siehe auch Gießerstraße 12a), 1936/37 von der Fa. Brehmer Buchdruckereimaschinen übernommen, Zeugnis der Bedeutung Leipzigs als einstiges Zentrum des Maschinenbaus, ortsentwicklungsgeschichtlich, industriegeschichtlich und baugeschichtlich von Bedeutung | 09264304 |
|                                         | Farbenfabrik Dr. Struve & Co. (ehem.); später Brehmer Buchdruckereimaschinenfabrik                                                                    | Plagwitz (Karte)               | um 1915 (Fabrikgebäude) | Zwei Fabrikgebäude einer ehemaligen Fabrikanlage; Klinkerfassade im Reformstil um 1915, zeittypisches Rastersystem, Klinker- und Kunststeingliederungen, Zwerchhaus mit Voluten, seitliche Tordurchfahrt, rückwärtiges Gebäude etwas älter, Klinkerfassade mit Klinkergliederungen, Zeugnis der Entwicklung von Plagwitz zum bedeutenden Industriestandort, ortsentwicklungsgeschichtlich, industriegeschichtlich und baugeschichtlich von Bedeutung | 09305241 |
|                                         | Bahnhof Leipzig-Plagwitz; Zollschuppen (ehem.) | Plagwitz (Karte)               | 1898 (Güterabfertigung) | Ehemalige Zollabfertigung des Bahnhofs Leipzig-Plagwitz mit Einfriedung, Vorgarten und Straßenpflasterung vor der Rampe; langgestreckter Klinkerbau in schlichten historistischen Formen, Kopfbau im Norden wohl ehemals für Büro- und Schalternutzung, anschließend Aufbewahrungshallen für das Zollgut mit Laderampen, ehemals errichtet für Königlich Sächsische Staatseisenbahnen an den Industriegleisen Plagwitz-Lindenau, siehe auch Industriebahnhof Leipzig-Plagwitz (Röckener Straße 2–38), eisenbahngeschichtlich und wirtschaftsgeschichtlich von Bedeutung | 09264029 |
| Weitere Bilder                          | König-Johann-Brücke | Plagwitz (Karte)               | 1862, später überformt (Straßenbrücke) | Straßenbrücke über den Karl-Heine-Kanal; Dreibogenbrücke mit schmiedeeisernem Brückengeländer, ursprünglich in Ziegel- und Bruchsteinmauerwerk, 1997–1999 in Anlehnung an ursprüngliche Form in moderner Stahlbetonbauweise mit Naturstein- und Ziegelverblendung neu errichtet, ortsentwicklungsgeschichtlich und verkehrsgeschichtlich von Bedeutung | 09264285 |
| Weitere Bilder                          | Philipp Swiderski Maschinenbaufabrik (ehem.); später Industrie-Werke                                                                                  | Plagwitz (Karte)               | 1888 (Fabrikhalle) | Ehemalige Fabrik mit Produktionshallen, Verwaltungsgebäude mit Turm, Kontor mit Pförtnerwohnung und Werbeschriften am Giebel, Maschinenhaus mit Schornstein sowie Einfriedung und Vorgarten; historistische Klinkerbauten mit reicher Klinkergliederung, zunächst Produktion von Dampfmaschinen und Motoren, später Druckereimaschinen, Zeugnis für die Industrieentwicklung von Plagwitz und den Industriebau im Allgemeinen sowie für die ehemalige Bedeutung Leipzigs als Zentrum des Maschinenbaus, baugeschichtlich, industriegeschichtlich und ortsentwicklungsgeschichtlich von Bedeutung | 09264305 |
| Weitere Bilder                          | Naumann-Brauerei | Plagwitz (Karte)               | 1888 (Kontorhaus); 1905, Anbau (Kontorhaus); um 1925 (Sudhaus); 1869 (Brauereikeller); 1897 (Pumpenhaus) | Sudhaus an der Zschocherschen Straße, Kontorgebäude in rückwärtiger Lage, Denkmal für die Gefallenen des 1. und 2. Weltkrieges, zur Erich-Zeigner-Allee gelegene Produktions- und Lagergebäude, Pumpenhaus, Wagenschuppen sowie Garten und Einfriedungsmauer (entlang der Erich-Zeigner-Allee) der ehemaligen Brauerei C. W. Naumann; auf dem Gelände zunächst Lagerkeller, ab 1864 Dampfbrauerei, teils Klinker-, teils Putzbauten in historistischen Formen, Sudhaus Klinkerbau in gemäßigt moderner Gestaltung der 1920er Jahre, Naumann-Brauerei ehemals eine der wichtigsten und größten Brauereien Leipzig mit eigenem Schankbetrieb an verschiedenen Standorten, ortsentwicklungsgeschichtlich, baugeschichtlich sowie industriegeschichtlich von Bedeutung | 09299178 |
|                                         | Kammgarnspinnerei Stöhr & Co. (ehem.) | Plagwitz (Karte)               | 1889–1891 (Fabrikgebäude) | Fabrikgebäude (Hochbau I), Vorgarten und Einfriedung einer Textilfabrik (siehe auch Erich-Zeigner-Allee 64 und Wachsmuthstraße 1–3); markanter Klinkerbau in späthistoristischen Formen mit Klinker-, Putz- und Kunststeingliederungen, schmiedeeiserne Zieranker, verschiedene Veränderungen, wohl vor allem in Folge von Kriegseinwirkung, Einfriedung mit Feldsteinsockel, gemauerten Pfeilern und schmiedeeisernen Gittern, Kammgarnspinnerei Stöhr & Co. einst größte Fabrik ihrer Art in Deutschland, Zeugnis der herausgehobenen Rolle von Plagwitz als Industriestandort, ortsentwicklungsgeschichtlich, baugeschichtlich und industriegeschichtlich von Bedeutung | 09264307 |
|                                         | Kammgarnspinnerei Stöhr & Co. (ehem.) | Plagwitz (Karte)               | 1927–1929 (Kessel- und Maschinenhaus); um 1900 (Turbinenhaus) | Heizkraftwerk und Turbinenhalle einer Textilfabrik (siehe auch Erich-Zeigner-Allee 64, Zschochersche Straße 79ce und Wachsmuthstraße 1–3); Turbinenhalle Klinkerfassade in Formen des ausgehenden Historismus mit Klinkergliederungen, Heizkraftwerk Klinkerbau in moderner Gestaltung der 1920er Jahre, Kammgarnspinnerei Stöhr & Co. einst größte Fabrik ihrer Art in Deutschland, Zeugnis der herausgehobenen Rolle von Plagwitz als Industriestandort, Heizkraftwerk bemerkenswertes Beispiel für Industriearchitektur im Stil des Neuen Bauens, ortsentwicklungsgeschichtlich, baugeschichtlich und industriegeschichtlich von Bedeutung | 09264170 |
| Weitere Bilder                          | Prager Brücke | Probstheida (Karte)            | 1901 (Straßenbrücke) | Reste einer Straßenbrücke (Steinbrüstungen, vier Obelisken sowie Pflasterungsmosaiken bei den an die Brücke anschließenden) über die Eisenbahngleise; führt die Prager Straße nahe dem Nordeingang Altes Messegelände über die Eisenbahngleise, nach Abbruch und Neubau 2005/2006 nur noch die Obelisken mit Brüstungsmauern Denkmal, auch die Kleinpflaster-Mosaiken beseitigt bzw. erneuert, ortsgeschichtlich von Bedeutung | 09263842 |
| Weitere Bilder                          | Humanitas Heim für gebrechliche Kinder (ehem.); später Orthopädische Klinik Dr. Georg Sacke                                                           | Probstheida (Karte)            | 1928–1929 (Krankenhaus); 1970 (Sacke-Denkmal); um 1870 (Wohnhaus) | Klinikgebäude (Nr. 226, mit originalem Aufzug) mit umliegender Gartenanlage (Gartendenkmal, Nahbereiche des Klinikbaues, einschließlich der vor der Gebäude-Hauptfront liegenden Rasenflächen) sowie Denkmal für Georg Sacke in der Gartenanlage, weiterhin straßenseitiges Wohnhaus (Nr. 224); Hauptgebäude ein Klinkerbau über L-förmigem Grundriss, erbaut als »Heim für gebrechliche Kinder in Leipzig« durch den Verein Humanitas, im Stil der Moderne, Architekt: Georg Wünschmann, im Innern mit originalem Aufzug von 1929, im Garten Bronzeplastik auf Porphyrtuffsockel von Hanna Studnitzka zur Erinnerung an den Historiker und antifaschistischen Widerstandskämpfer Georg Sacke (1902–1945), älteres straßenseitiges Wohnhaus mit zweigeschossiger Putzfassade um 1870 erbaut, baugeschichtlich, ortsgeschichtlich und künstlerisch von Bedeutung | 09263816 |
|                                         | LVB; Straßenbahnhof Probstheida | Probstheida (Karte)            | 1900 (Straßenbahndepot) | Straßenbahnhof mit Verwaltungsgebäude (ehemals Wohnhaus), zwei Hallen, Einfriedung sowie Pflasterung; Straßenbahnhof der Großen Leipziger Straßenbahn, Verwaltungsbau mit Klinkerfassade, zwei verklinkerten Hallen 1900 und 1911, Einfriedung von 1912, ortsgeschichtlich und technikgeschichtlich von Bedeutung | 09263838 |
|                                         | Druckerei Hermann Rauh (ehem.); später ISKRA-Gedenkstätte                                                                                             | Probstheida (Karte)            | um 1850 (Wohnhaus); 1884 (Druckerei) | Wohnhaus in offener Bebauung und ehemaliges Druckereigebäude (ohne Anbau); Putzfassade, Druckereibesitzer Hermann Rauh (1865–1948) soll hier im Dezember 1900 im Auftrag des russischen Politikers Lenin (1870–1924) die erste Ausgabe der Iskra (Zeitung der Sozialdemokratischen Arbeiterpartei Russlands) gedruckt haben, geschichtlich und technikgeschichtlich von Bedeutung | 09293804 |
| Weitere Bilder                          | Umformhalle der Energieversorgung in geschlossener Bebauung in Ecklage Baedeckerstraße 1 (heute: WESAG) mit Einfriedung                               | Reudnitz-Thonberg              | um 1905 (Energieerzeugungsanlagenteil) | Klinkerfassade | 09290021 |
| Weitere Bilder                          | LVB; Straßenbahnhof Reudnitz; Pferdebahndepot Reudnitz (ehem.)                                                                                        | Reudnitz-Thonberg              | 1872 (Straßenbahndepot, Halle B); 1909 (Straßenbahndepot, Halle A) | Reste einer Halle eines ehemaligen Straßenbahnhofes; Depot Reudnitz der ehemaligen Leipziger Pferdebahn, später Große Leipziger Straßenbahn, Putzfassade mit Sandsteingliederung, Gleisanlagen sämtlich abgebrochen, dazu Verwaltungsgebäude Nr. 78 | 09293648 |
| Direkt Bild zu diesem Denkmal hochladen | Transformatorenhaus | Reudnitz-Thonberg              | um 1935 (Transformatorenstation) | Putzfassade | 09262944 |
| Weitere Bilder                          | Eilenburger Bahnhof (ehem.) | Reudnitz-Thonberg (Karte)      | 1872–1874 (Wasserstation) | Ringlokschuppen und Wasserstation auf dem Gelände des ehemaligen Eilenburger Bahnhofes in Ecklage; Putzfassade | 09299146 |
|                                         | Heizhaus zur Universitäts-Kinderklinikstraße 25 | Reudnitz-Thonberg              | 1926/1927 (Heizhaus) | Klinkerfassade, architekturhistorisch bedeutsam | 09296716 |
| Direkt Bild zu diesem Denkmal hochladen | Taxirufsäule | Reudnitz-Thonberg              | um 1970 (Telefonzelle) | Taxirufsäule; vor Haus Nr. 20, Rufsäule eines Taxi-Standplatzes in Ecklage Prager Straße, technikgeschichtlich von Bedeutung | 09262917 |
|                                         | Aufgang mit Geländer (s. a.: Riebeckstraße) | Reudnitz-Thonberg              | um 1900 (Weg) | Aufgang mit Geländer (s. a.: Riebeckstraße) | 09294266 |
|                                         | Reudnitzer Brauerei; Sternburg Brauerei | Reudnitz-Thonberg              | 19. Jahrhundert (Brauerei) | Brauereikomplex bestehend aus Mälzerei, Maschinenhaus und Werkstatt (s. a.: Oststraße) | 09263420 |
| Weitere Bilder                          | Deutsche Bahn AG; Eisenbahnbrücke | Reudnitz-Thonberg              | 1905 (Eisenbahnbrücke) | Eisenbahnüberführung an der Straßeneinmündung Am Bahndamm, Strecke 6361 Leipzig Hbf–Connewitz (Streckenkilometer 5,311; Stahlbalkenbrücke) | 09264524 |
| Weitere Bilder                          | Deutsche Bahn AG; Eisenbahnbrücke | Reudnitz-Thonberg              | um 1890 (Eisenbahnbrücke) | Eisenbahnüberführung in Nähe Posadowskyanlagen | 09263813 |
|                                         | Brauerei Reudnitz | Reudnitz-Thonberg              | um 1910/1915 (Brauerei) | Fabrikgebäude in halboffener Bebauung; mit Tordurchfahrt, Putzfassade, ehemals Hopfenverarbeitung | 09263439 |
|                                         | Notendruckerei C. G. Röder (ehem.) | Reudnitz-Thonberg              | 1898 (Druckereianlagenteil) | Produktionsgebäude in heute halboffener Bebauung; mit Tordurchfahrt, viergeschossiger Stahlbetonbau zwischen Perthesstraße und Gerichtsweg, als heute ältester Fabrikbau Deutschlands in Stahlbeton nach dem System Hennebique von Seltenheitswert und großer baugeschichtlicher Bedeutung, darüber hinaus als Zeugnis der bedeutenden Leipziger Druckindustrie auch von industriegeschichtlichem Wert | 09299317 |
| Weitere Bilder                          | Eilenburger Bahnhof (ehem.) | Reudnitz-Thonberg              | 1872–1876 (Güterschuppen) | Güterabfertigungsgebäude eines Bahnhofs; Klinkerfassade, eisenbahngeschichtlich und stadtgeschichtliche Bedeutung | 09290518 |
|                                         | Riebeckbrücke | Reudnitz-Thonberg              | 1915 (Straßenbrücke) | Brücke über ehemalige Bahngleise, am Gebäude des Eilenburger Bahnhofes, in Ecklage Riedelstraße; verkehrsgeschichtlich und ortsentwicklungsgeschichtlich bedeutsam | 09291833 |
|                                         | Bahnhof Leipzig-Stötteritz, Güterabfertigung; Stellwerk W 1                                                                                           | Reudnitz-Thonberg              | um 1900 (Güterbahnhof) | Güterabfertigungsgebäude mit Verwaltungstrakt und Stellwerk; Güterschuppen mit Klinkerfassade | 09263309 |
|                                         | Transformatorenhaus | Reudnitz-Thonberg              | um 1935 (Transformatorenstation) | Putzfassade | 09262953 |
|                                         | Buntgarnwerke (Sachgesamtheit); Wollgarnfabrik Tittel & Krüger                                                                                        | Schleußig (Karte)              | 1905–1906 (Spinnerei Holbeinstraße); 1921–1923 (Kesselhaus); 1921–1923 (Filterhaus); 1936–1937 (Anbau Filterhaus) | Sachgesamtheitsbestandteil der Sachgesamtheit Buntgarnwerke, mit folgenden Einzeldenkmalen: Fabrikareal in den Ortsteilen Plagwitz und Schleußig, an der Holbeinstraße ehemaliges Gebäude der Spinnerei mit ehemaligem Maschinenhaus, heute Wohnhaus, sowie Verbindungsbau über die Weiße Elster und Ufermauer (siehe Einzeldenkmalliste Obj. 09262401, Holbeinstraße 14) und mit folgenden Sachgesamtheitsteilen: Mauerreste des Kesselhauses (Holbeinstraße 16), nur Lage in der Sachgesamtheit das ehemalige Filterhaus (Holbeinstraße 18a–18h als Kopiebau) (siehe auch Sachgesamtheit Obj. 09306107, OT Plagwitz, Nonnenstraße 17–21a); großzügiger Fabrikkomplex mit repräsentativen Gebäuden, technikgeschichtlich und stadtentwicklungsgeschichtlich von Bedeutung | 09304726 |
|                                         | Wagenfabrik F. Seegers & Sohn; später VEB Karosserie-Werk Leipzig                                                                                     | Schleußig (Karte)              | 1907–1911 (Fabrik) | Fabrikgebäude an der Weißen Elster mit Ufermauer und Kraftfahrzeug-Aufzug im Innern sowie Toreinfahrt an der Holbeinstraße; schlichter Zweckbau mit Klinkerfassade, technikgeschichtlich und ortsgeschichtlich von Bedeutung | 09262514 |
|                                         | Schokoladenfabrik (ehem.) | Schleußig (Karte)              | um 1885 (Fabrikgebäude) | Kontorgebäude zur Straße und daran angebautes Fabrikgebäude im Hof; Kontor mit Holzpaneelen, Stuck und Wandmalerei sowie bleiverglaster Tür im Eingangsbereich, Fabrik Klinkerfassade, baugeschichtlich und ortsgeschichtlich von Bedeutung | 09262622 |
| Weitere Bilder                          | Plagwitz-Lindenauer Industriebahn (Sachgesamtheit) | Schönau (Karte)                | 1906 und älter (Eisenbahnanlage); Ausbau 1933–1938 (Eisenbahnanlage) | Sachgesamtheitsbestandteil der Sachgesamtheit Plagwitz–Lindenauer Industriebahn: Gleisanlagen bzw. Verlauf der Industriegleise (als Sachgesamtheitsteile) (siehe auch Sachgesamtheitsliste, OT Plagwitz Obj. 09262777); eine Anschlussbahn in den Ortsteilen Lindenau, Neulindenau, Plagwitz und Schönau, die mit der industriellen Entwicklung und besonders mit dem Karl-Heine-Kanal und dem Ausbau des Leipziger Hafens in Verbindung stehen, ortsentwicklungsgeschichtlich und technikgeschichtlich von Bedeutung | 09305233 |
| Weitere Bilder                          | Autohof der Rhenania-Ossag Mineralölwerke (ehem.) | Schönau (Karte)                | 1927–1928 (Werkstatt); 1927–1928 (Fabrikgebäude); 1927–1928 (Verwaltungsgebäude); 1927–1928 (Garage); 1927–1928 (Einfriedung) | Werkstatthof mit zwei aneinandergebaute Hallen (Nr. 39a), Garagen, Verwaltungsgebäude (Nr. 39), Einfriedung und Hofpflasterung; rote Klinkergebäude, im Stil der Neuen Sachlichkeit der 1920er/1930er Jahre, baugeschichtlich und ortsgeschichtlich von Bedeutung, in unmittelbarer Beziehung zum 1923–1924 erbauten Tanklager mit Abfüllhalle Plautstraße 41 zu betrachten | 09261122 |
|                                         | Tanklager Leipzig; Rhenania-Ossag Mineralölwerke AG (ehem.); später VEB Minol                                                                         | Schönau (Karte)                | 1923–1924 (Tanklager); 1923–1924 (Abfüllhalle); 1923–1924 (Pumpenhaus); 1923–1924 (Garagengebäude); 1923–1924, 20-/30cbm-Tanks (Technische Ausstattung) | Ehemaliges Tanklager mit Abfüllhalle einschließlich technischer Ausstattung, Tankgrube mit eisernen Tanks, Pumpenhaus, Garagengebäude und Hofpflaster; frühe Tankanlage in gutem Originalzustand, einzigartig in Leipzig sowie von Seltenheitswert in Sachsen, als authentisches Sachzeugnis der Geschichte der Mineralölwirtschaft von besonderem Dokumentwert, technikgeschichtlich von überregionaler Bedeutung | 09263549 |
|                                         | Leipziger Hafen (Sachgesamtheit); Speicher HA-LA-GE                                                                                                   | Schönau (Karte)                | 1939–1940 (Speicher) | Einzeldenkmal der Sachgesamtheit Leipziger Hafen: Speichergebäude am Leipziger Hafen (siehe auch Sachgesamtheitsliste -Obj. 09304554, Plautstraße 78–80); Stahlbetonbau, Inschrift »HA-LA-GE« (Hafen-Lager-Gesellschaft), Teil eines überregional bedeutsamen Verkehrsprojektes, hoher wissenschaftlicher und geschichtlicher Wert | 09261123 |
|                                         | Leipziger Hafen (Sachgesamtheit); Speichergebäude Schneider                                                                                           | Schönau (Karte)                | 1939–1940 (Speicher) | Einzeldenkmal der Sachgesamtheit Leipziger Hafen: Speichergebäude am Leipziger Hafenbecken (siehe auch Sachgesamtheitsliste -Obj. 09304554, Plautstraße 78–80); Stahlbetonbau, Inschrift »M.R.A. Schneider Hafen-Umschlag-Speicherei«, Teil eines überregional bedeutsamen Verkehrsprojektes, hoher wissenschaftlicher und geschichtlicher Wert | 09261124 |
|                                         | Leipziger Hafen (Sachgesamtheit); Hafeneisenbahn; Lindenauer Kiesbahn                                                                                 | Schönau (Karte)                | zwischen 1938/1940 (Hafen) | Sachgesamtheit Leipziger Hafen, mit folgenden Einzeldenkmalen: Kaimauer des Leipziger Hafenbeckens und drei Speichergebäude (siehe auch Einzeldenkmalliste Obj. 09261126, Obj. 09261123, Obj. 09261124 und Obj. 092625), mit folgenden Sachgesamtheitsteilen: Hafenbecken und die Hafeneisenbahn (Lindenauer Kiesbahn) mit Gleiskörper und Brücken; Bahnanlage heute Museumsfeldbahn Leipzig-Lindenau, Teil eines überregional bedeutsamen Verkehrsprojektes, hoher wissenschaftlicher und geschichtlicher Wert | 09304554 |
|                                         | Leipziger Hafen (Sachgesamtheit); Kaimauer | Schönau (Karte)                | ab 1938 (Kai) | Einzeldenkmal der Sachgesamtheit Leipziger Hafen: Kaimauer des Leipziger Hafenbeckens (siehe auch Sachgesamtheitsliste Obj. 09304554, Plautstraße 78–80); Teil eines überregional bedeutsamen Verkehrsprojektes, hoher wissenschaftlicher und geschichtlicher Wert | 09261126 |
|                                         | Leipziger Hafen (Sachgesamtheit); RHENUS-Speicher | Schönau (Karte)                | 1939–1940 (Speicher) | Einzeldenkmal der Sachgesamtheit Leipziger Hafen: Speichergebäude am Leipziger Hafenbecken (siehe auch Sachgesamtheitsliste Obj. 09304554, Plautstraße 78–80); Stahlbetonbau, Laderampe, Inschrift »RHENUS«, Teil eines überregional bedeutsamen Verkehrsprojektes, hoher wissenschaftlicher und geschichtlicher Wert | 09261125 |
| Weitere Bilder                          | Paketzustellamt (ehem.); heute Postsortierzentrum | Schönefeld-Abtnaundorf (Karte) | 1933–1936 (Post) | Postsortiergebäude in offener Bebauung und Förderstrecke über Adenauerallee; architekturgeschichtlich von Interesse, Dokument des deutschen Postwesens, Erinnerungs- und Seltenheitswert, baugeschichtlich und technikgeschichtlich von Bedeutung | 09260353 |
| Weitere Bilder                          | Deutsche Bahn AG; Hauptbahnhof Leipzig (Sachgesamtheit); Postbahnhof; Postamt 18; Stellwerke R 18 und W 19                                            | Schönefeld-Abtnaundorf (Karte) | 1905–1912 (Postbahnhof) | Einzeldenkmale obiger Sachgesamtheit: Postbahnhof (Anschrift: Adenauerallee 6 und 8) und zwei Verwaltungsgebäude (Anschrift: Brandenburger Straße 28 und 30) sowie zwei Stellwerke im Gleisfeld (siehe auch Sachgesamtheitsbestandteildokument Obj. 09304787, Adenauerallee 6–10); die beiden Gebäude an der Brandenburger Straße ehemals Postamt 18 und Telegrafenzeugamt, baugeschichtlich, eisenbahnhistorisch und technikgeschichtlich von Bedeutung, überregionale Wertigkeit | 09260352 |
|                                         | Deutsche Bahn AG; Hauptbahnhof Leipzig (Sachgesamtheit)                                                                                               | Schönefeld-Abtnaundorf (Karte) | 1903–1915 (Eisenbahnbauten) | Sachgesamtheitsbestandteil obiger Sachgesamtheit, mit den Einzeldenkmalen: Stellwerke R 9, B 10 und W 29 (Obj. 09260356, Rackwitzer Straße, ohne Nr.), Postbahnhof (Obj. 09260352, Adenauerallee 6, 8 und Brandenburger Straße 28, 30), Postbahnhof-Verwaltungsgebäude (Obj. 09260350, Adenauerallee 8), Bahnbetriebswerk Nord (Obj. 09260347, Adenauerallee 10), Bahnbetriebswerk West (Obj. 09260358, Rackwitzer Straße 1, 3) sowie mit folgenden Sachgesamtheitsteilen: weitere Eisenbahnbauten (Rackwitzer Straße, ohne Nr.) (siehe auch Sachgesamtheitsdokument Obj. 09304785, Willy-Brandt-Platz 7); ortsgeschichtlich und technikgeschichtlich von Bedeutung | 09304787 |
|                                         | Deutsche Bahn AG; Hauptbahnhof Leipzig (Sachgesamtheit); Bahnbetriebswerk Nord; Stellwerk W 23                                                        | Schönefeld-Abtnaundorf (Karte) | 1906 (Wasserturm); Anfang 20. Jahrhundert (Lokschuppen); um 1910 (Verwaltungsgebäude); 1910 (Stellwerk W 23) | Einzeldenkmal obiger Sachgesamtheit: Bahnbetriebswerk mit Verwaltungsgebäude, Lokschuppen (mit Drehscheibe und Schornstein und Schornsteinstumpf) und Wasserturm sowie Stellwerk (siehe auch Sachgesamtheitsbestandteildokument Obj. 09304787, Adenauerallee 6–10); Klinkerbauten, Bahnbetriebswerk erbaut als Heizhaus Nord (A) der Sächsischen Staatsbahn, Stellwerk W 23 (früher VIII, ehemals mechanische Technik), technikgeschichtlich und eisenbahngeschichtlich von Bedeutung | 09260347 |
|                                         | Deutsche Bahn AG; Hauptbahnhof Leipzig (Sachgesamtheit); Postbahnhof; Postamt 18; Stellwerke R 18 und W 19                                            | Schönefeld-Abtnaundorf (Karte) | 1905–1912 (Postbahnhof) | Einzeldenkmale obiger Sachgesamtheit: Postbahnhof (Anschrift: Adenauerallee 6 und 8) und zwei Verwaltungsgebäude (Anschrift: Brandenburger Straße 28 und 30) sowie zwei Stellwerke im Gleisfeld (siehe auch Sachgesamtheitsbestandteildokument Obj. 09304787, Adenauerallee 6–10); die beiden Gebäude an der Brandenburger Straße ehemals Postamt 18 und Telegrafenzeugamt, baugeschichtlich, eisenbahnhistorisch und technikgeschichtlich von Bedeutung, überregionale Wertigkeit | 09260352 |
| Direkt Bild zu diesem Denkmal hochladen | Deutsche Bahn AG; Hauptbahnhof Leipzig (Sachgesamtheit); Stellwerke R 9, B 10 und W 29                                                                | Schönefeld-Abtnaundorf         | 1882–1883 (Stellwerk W 29); um 1905 (Stellwerk R 9); um 1905 (Stellwerk B 10) | Einzeldenkmale obiger Sachgesamtheit: drei Stellwerke der Preußischen Eisenbahn (siehe auch Sachgesamtheitsbestandteildokument Obj. 09304787, Adenauerallee 6–10); Stellwerk W 29 gehört im Kern zu den ältesten erhaltenen deutschen Stellwerken, eisenbahngeschichtlich und technisch von Bedeutung | 09260356 |
| Direkt Bild zu diesem Denkmal hochladen | Deutsche Bahn AG; Hauptbahnhof Leipzig (Sachgesamtheit); Bahnbetriebswerk West, Lokomotivschuppen III                                                 | Schönefeld-Abtnaundorf (Karte) | 1903–1904 (Bahnbetriebsanlage) | Einzeldenkmal obiger Sachgesamtheit: Lokschuppen und Verwaltungsgebäude mit Pförtnerhausanbau, Werkstattgebäude, Reparaturgebäude für Schienenfahrzeuge und Reparaturhalle (siehe auch Sachgesamtheitsbestandteildokument Obj 09304787, Adenauerallee 6–10); überwiegend gelbe Klinkerbauten, technikgeschichtlich und eisenbahngeschichtlich von Bedeutung | 09260358 |
| Weitere Bilder                          | Thüringer Wollgarnspinnerei (ehem.); später City-Werk                                                                                                 | Schönefeld-Abtnaundorf (Karte) | 1912 (Fabrik) | Fabrikgebäude und Verwaltungsgebäude einer ehemaligen Textilfabrik, später Waagen- und Schilderfabrik; Ziegelbauten, baugeschichtlich, ortsgeschichtlich und technikgeschichtlich von Bedeutung | 09260365 |
| Weitere Bilder                          | Deutsche Bahn AG; Bahnhof Leipzig-Thekla | Schönefeld-Ost (Karte)         | 1905 (Empfangsgebäude) | Bahnhofs-Empfangsgebäude (Nr. 110) und Stellwerk B1 (Nr. 112); Bahnhofsgebäude Putzfassade mit Natursteingliederung, baugeschichtlich, ortsgeschichtlich und verkehrsgeschichtlich von Bedeutung | 09260368 |
| Weitere Bilder                          | Umspannwerk Ost | Schönefeld-Ost (Karte)         | 1950er Jahre (Umspannwerk) | Umspannwerk; mehrflügeliger Baukörper, Putzfassade, technikgeschichtlich von Bedeutung | 09260150 |
| Weitere Bilder                          | Bockwindmühle Göbschelwitz | Seehausen                      | 19. Jahrhundert (Mühle) | Bockwindmühle; alte Ortslage Göbschelwitz, technikgeschichtliches Denkmal | 09256055 |
| Direkt Bild zu diesem Denkmal hochladen | Sachgesamtheit Königlich-Sächsische Triangulirung („Europäische Gradmessung im Königreich Sachsen“); Station 111 Markstein                            | Seehausen                      | bezeichnet 1865 (Triangulationssäule) | Triangulationssäule; Station 2. Ordnung, bedeutendes Zeugnis der Geodäsie des 19. Jahrhunderts, vermessungsgeschichtlich von Bedeutung | 09305043 |
|                                         | Deutsche Bahn AG; Eisenbahnbrücke | Sellerhausen-Stünz (Karte)     | 1875 (Eisenbahnbrücke) | Eisenbahnbrücke über die verlängerte Bernhardstraße; Strecke 6361 Leipzig Hbf–Connewitz (Kilometer 4,109; Gewölbe) | 09292472 |
| Direkt Bild zu diesem Denkmal hochladen | Deutsche Bahn AG; Eisenbahnbrücke | Sellerhausen-Stünz             | um 1900 (Eisenbahnbrücke) | Eisenbahnbrücke | 09291025 |
| Weitere Bilder                          | Deutsche Bahn AG; Eisenbahnbrücke | Sellerhausen-Stünz (Karte)     | 1905 (Eisenbahnbrücke) | Eisenbahnbrücke über die Cunnersdorfer Straße; Strecke 6371 Abzw. Leipzig Anger–Abzw. Leipzig Heiterblick (Streckenkilometer 3,198; max. Stützweite 19,50 m; lichte Weite 18,00 m; Gesamtlänge von 23,00 m; Eisenbögen), verkehrsgeschichtlich von Bedeutung | 09294702 |
| Direkt Bild zu diesem Denkmal hochladen | Deutsche Bahn AG; Stellwerk Engelsdorf B 1 | Sellerhausen-Stünz (Karte)     | um 1890 (Stellwerk) | Stellwerk; Klinkerfassade, eisenbahngeschichtlich von Bedeutung | 09262266 |
| Direkt Bild zu diesem Denkmal hochladen | Deutsche Bahn AG; Stellwerk BG 3 | Sellerhausen-Stünz (Karte)     | um 1900 (Stellwerk) | Stellwerk 2 des Bahnhofs Engelsdorf mit angebautem Verwaltungs- bzw. Sozialgebäude „BG 3“; Klinkerfassade | 09262267 |
| Weitere Bilder                          | Eisenbahnunterführung für Fußgänger | Sellerhausen-Stünz (Karte)     | 1874–1878 (Wegeunterführung) | an der Tunnelwiese in Verlängerung der Karl-Härting-Straße, baugeschichtlich von Bedeutung | 09262233 |
| Weitere Bilder                          | Deutsche Bahn AG; Eisenbahnbrücke | Sellerhausen-Stünz (Karte)     | 1925 (Eisenbahnbrücke) | Eisenbahnbrücke über die Permoserstraße; Strecke 6369 Leipzig/Wahren–Engelsdorf; eine Gesamtlänge von 20 m; lichte Weite von 14,50 m; max. Stützweite 17,00 m; Streckenkilometer 13,627; Vollwandkonstruktion mit Eisengeländern | 09262029 |
|                                         | Deutsche Bahn AG; Bahngebäude | Sellerhausen-Stünz (Karte)     | 1906 (Wohnhaus); 1904–1906 (Bedürfnisanstalt); 1906 (Treppe) | Bahngebäude (Wohnhaus) mit Nebengebäude und Granittreppe; | 09262030 |
|                                         | Tankstelle mit historischer Ölsäule und Kleinpflaster sowie Einfriedungsstützmauer an der Permoserstraße zu den Bahngleisen                           | Sellerhausen-Stünz (Karte)     | um 1930 (Tankstelle) | Tankstelle mit historischer Ölsäule und Kleinpflaster sowie Einfriedungsstützmauer an der Permoserstraße zu den Bahngleisen | 09262031 |
|                                         | Deutsche Bahn AG; Eisenbahnbrücke | Sellerhausen-Stünz (Karte)     | 1902–1905 (Eisenbahnbrücke) | Eisenbahnbrücke über die Theodor-Heuss-Straße; alte Ortslage Paunsdorf, Betonbogenbrücke, technikgeschichtlich und eisenbahngeschichtlich von Bedeutung | 09262268 |
| Weitere Bilder                          | Deutsche Bahn AG; Bahnhof Leipzig-Paunsdorf | Sellerhausen-Stünz (Karte)     | um 1890 (Bahnhof) | Bahnhof mit Empfangsgebäude (mit Wartesaal/Schalterhalle) sowie Stellwerk F am Bahnhof und Schalthaus; alte Ortslage Paunsdorf, Ziegelgebäude, baugeschichtlich und ortsentwicklungsgeschichtlich bedeutsames Ensemble, Zeugnis der sächsischen Verkehrsgeschichte, technisches Denkmal | 09262269 |
|                                         | Deutsche Bahn AG; Wasserturm Torgauer Straße | Sellerhausen-Stünz (Karte)     | 1906–1908 (Wasserturm); 1906–1908 (Pumpenhaus) | Wasserturm und Nebengebäude eines ehemaligen kleinen Bahnbetriebswerkes; Klinker-Putz-Fassade, Hängebodenbehälter; Behälterverkleidung mit Eisenbeton | 09291125 |
|                                         | Deutsche Bahn AG; Eisenbahnbrücke | Sellerhausen-Stünz (Karte)     | 1910 (Eisenbahnbrücke) | Eisenbahnbrücke über die Watzdorfstraße; Stahlbetonbrücke, technisches Denkmal, Zeugnis der Verkehrsgeschichte und Ortsteilentwicklung | 09261964 |
| Weitere Bilder                          | Deutsche Bahn AG; Sellerhäuser Viadukt | Sellerhausen-Stünz (Karte)     | 1878–1879 (Viadukt) | Eisenbahnüberführung Sellerhäuser Viadukt über Wurzner Straße und Schwarzer Weg an der Ortsteilgrenze zwischen Volkmarsdorf und Sellerhausen-Stünz (Strecke 6361 Leipzig Hbf–Connewitz, Kilometer 3,840, Gewölbereihe mit 20 Öffnungen und 250 m Gesamtlänge); | 09292907 |
| Weitere Bilder                          | Deutsche Bahn AG; Eisenbahnbrücke | Sellerhausen-Stünz (Karte)     | 1904 (Eisenbahnbrücke) | Eisenbahnbrücke über die Wurzner Straße; genietete Stahlträgerkonstruktion | 09261963 |
|                                         | Deutsche Bahn AG; Sellerhäuser Viadukt | Sellerhausen-Stünz             | bezeichnet 1875 (Viadukt) | Eisenbahnüberführung Sellerhäuser Viadukt; mit granitverkleideten Bögen, eisenbahngeschichtlich von Bedeutung | 09292471 |
| Weitere Bilder                          | Deutsche Bahn AG; Eisenbahnbrücke | Sellerhausen-Stünz (Karte)     | 1904 (Eisenbahnbrücke) | Eisenbahnüberführung Zweenfurther Straße Strecke 6371 von Leipzig Anger–Abzw. Leipzig Heiterblick (Streckenkilometer: 3,039 km; Gesamtlänge von 23,00 m; max. Stützweite 18,42 m; lichte Weite 17,00 m) Eisenbahnbrücke mit Granit-Bruchsteinmauern und genieteten Eisenbögen | 09294703 |
| Weitere Bilder                          | Wasserwerk Probstheida | Stötteritz (Karte)             | 1865–1866 (erstes Wasserreservoir); 1893–1896, Enteisungsanlage 1 (Wasseraufbereitungsanlage); 1896–1897, Enteisungsanlage 2 (Wasseraufbereitungsanlage); 1898–1899, Mittelteil u. rechter Flügel (Betriebsbeamtenwohnhaus); 1911–1912, linker Flügel (Betriebsbeamtenwohnhaus) | Betriebsanlage des Leipziger Wassernetzes, bestehend aus Hochbehälter 1–6 mit vier Schieberhäuschen, Enteisenungsanlage, Wasserturm, Aufseherhaus, Beamtenwohnhaus, Werkstattgebäude, Betriebsgebäude, Einfriedung sowie Pflasterung am Wasserturm; die Hochbauten vorwiegend in Klinkermauerwerk, überregionale stadttechnische und ortshistorische sowie stadtentwicklungsgeschichtliche und bauhistorische Bedeutung | 09264726 |
|                                         | Kabelverzweiger der Deutschen Reichspost | Stötteritz (Karte)             | um 1915 (Kabelverzweiger) | Kabelverzweigergehäuse für Telefonanschlüsse; Kabelverzweiger Leipziger Typ Nr. 6, abgewandelt, geschmückte Beschläge, technikgeschichtlich von Bedeutung, Seltenheits- und Dokumentationswert | 09300714 |
| Weitere Bilder                          | Bahnhof Leipzig-Stötteritz | Stötteritz (Karte)             | 1906 (Empfangsgebäude) | Bahnhof mit Empfangsgebäude, Bahnsteigzugang, Bahnsteigüberdachung und Einfriedung; Empfangsgebäude malerisch geprägter, gelber Klinkerbau mit Klinker- und Kunststeingliederungen, Bahnsteigaufgang in Quadermauerwerk gefasst, Bahnsteigüberdachung Holzfachkonstruktion, teils verglast, ortsentwicklungsgeschichtliche und verkehrsgeschichtliche Bedeutung | 09264810 |
| Weitere Bilder                          | Maschinenfabrik Herrmann | Stötteritz (Karte)             | 1864 (Fassade) | Mauerreste einer ehemaligen Fabrikhalle; Giebelfront zur Schlesierstraße und anschließender Teil der Westseite, gelbe Klinker mit Klinkergliederung, verweist auf die einst älteste in Leipzig erhaltene Gießereihalle, ortsentwicklungsgeschichtliche und industriegeschichtliche Bedeutung, bilden heute die Außenwände eines Rossmann-Drogeriemarktes | 09296834 |
|                                         | Fabrikgebäude in halboffener Bebauung und in Ecklage                                                                                                  | Stötteritz (Karte)             | 1906 (Fabrikgebäude) | ehemalige Druckerei, streng gegliederte Klinkerfassade zwischen Späthistorismus und Jugendstil, Steinsockel, abgeschrägte Ecke mit Giebelbekrönung, Zeugnis der Geschichte Leipzigs als Stadt des Druck- und Verlagswesens, ortsentwicklungsgeschichtliche, baugeschichtliche und industriegeschichtliche Bedeutung | 09264919 |
| Direkt Bild zu diesem Denkmal hochladen | Laternenmast | Stötteritz (Karte)             | um 1900 (Laterne) | Eisenguss, geschwungenes Kopfstück, Seltenheitswert, technikgeschichtliche Bedeutung | 09299328 |
|                                         | Fabrikgebäude | Stötteritz (Karte)             | 1912 (Druckerei und Kontor) | ehemalige Druckerei, Klinker-Putz-Fassade im Reformstil um 1910, kolossale Pilastergliederung und stiltypischer Putzdekor, Seitenrisalite und vielteilige Dachausbauten, an der Oschatzer Straße gelegener Mittelbau einer Fabrikanlage über U-förmigen Grundriss (die nördlich und südlich stehenden Gebäudeteile, Oschatzer Straße 6/8 und Melscherstraße 7, ohne Denkmalwert), ortsentwicklungsgeschichtliche, baugeschichtliche und industriegeschichtliche Bedeutung | 09263155 |
| Weitere Bilder                          | Güntz-Park (Sachgesamtheit); Thonberger Park | Stötteritz (Karte)             | um 1885 (Wasserturm); bezeichnet 1886 (Gedenktafel); bezeichnet 1886 (Gedenkstein); 2. Hälfte 19. Jahrhundert (Eiskeller) | Einzeldenkmale der Sachgesamtheit Güntz-Park: ehemaliger Wasserturm mit Relief »Dr. Eduard Wilhelm Güntz/Auguste Amalie Güntz/geb. Müller/1836–3. Mai 1886«, Gedenkstein und Eiskeller (siehe auch Sachgesamtheitsliste -Obj. 09304556); ortsgeschichtlich und gartenkünstlerisch von Bedeutung, wichtiges Zeugnis der Sächsischen Medizingeschichte | 09263084 |
|                                         | Firma Felix Böttcher, Buchdruckwalzenmasse-Fabrik | Stötteritz (Karte)             | um 1895 (Fabrik) | Rückwärtiges Fabrikgebäude und Kühlturm sowie Einfriedung und Hofpflasterung; Mietshaus Putzfassade in Formen des ausgehenden Historismus, Kunststein- und Putzgliederungen, gestelzte Blendbögen, seitlich angeordneter Fachwerkerker, Fabrik Putz-Klinker-Bau über winkligem Grundriss, Zeugnis der Bedeutung Leipzigs als Zentrum des Druckgewerbes und der Technologieentwicklung im Buch- und Zeitungsdruck, ortsentwicklungsgeschichtliche, baugeschichtliche und industriegeschichtliche Bedeutung | 09263082 |
|                                         | Kunstanstalt Dr. Trenkler & Co. (ehem.) | Stötteritz (Karte)             | 1901–1904 (straßenseitiges Fabrikgebäude); um 1895 (Fabrikgebäude im Hof) | Fabrikgebäude und Heizhaus mit Schornstein; Betonskelettbau mit rasterförmiger Klinkerfassade, zwei Risalite, Pilastergliederung, hofseitig rechtwinklig angefügter Flügel, südlich davon Heizhaus als eingeschossiger Klinkerbau, Kunstanstalt Dr. Trenkler & Co. einst eine der europaweit führenden Druckereien für Ansichtskarten, Zeugnis der Geschichte Leipzigs als Zentrum der Graphischen Industrie, später Mitnutzung oder auch Übernahme der Gebäude durch die Oswald-Ritter-AG, Körting Radio, einem Hersteller hochwertiger Radioprodukte (wohl ab 1948 VEB Funkwerk Leipzig), ortsgeschichtliche, industriegeschichtliche und technikgeschichtliche Bedeutung, | 09263138 |
|                                         | Pianofortefabrik Wilhelm Schimmel & Co. (ehem.) | Stötteritz (Karte)             | 1897 (Fabrikgebäude) | Fabrikgebäude; von der Straße eingerückter, historistischer Klinkerbau mit aufwändiger Klinkergliederung, Zeugnis für die Geschichte der international renommierten Klavierbaufirma Wilhelm Schimmel & Co. sowie für die Bedeutung Leipzigs als eines der Zentren des deutschen Klavierbaus, Gebäude später von der Radioindustrie genutzt (VEB Funkwerk Leipzig), ortsgeschichtlich, baugeschichtlich und industriegeschichtlich von Bedeutung | 09304744 |
|                                         | Mietshaus (Nr. 50) in geschlossener Bebauung und ehemaliges Lagergebäude (Nr. 50a) im Hof, mit rückseitigem Schlosserei-Gebäude und Esse              | Südvorstadt (Karte)            | 1888–1889 (Mietshaus); 1908 (Schlosserei u. Lagergeb.) | Vorderhaus mit Tordurchfahrt, reich gegliederte Putzfassade, im Stil des Historismus, baugeschichtlich von Bedeutung | 09295188 |
|                                         | Fabrik für Werkstoffprüfmaschinen (ehem.); SAG Maschinenfabrik »Awtowelo« (ehem.)                                                                     | Südvorstadt (Karte)            | 1952 (Fabrik) | Fabrikgebäude, heute Wohnhaus (mit zwei Hausnummern); langgestreckter dreigeschossiger Stahlskelettbau längs der Straße, Fassade mit Klinkerverbindern und mit verglaster Front in der Erdgeschosszone, alte Krahnbahnhalle einer ehemaligen Maschinenfabrik, im Stil der Moderne, baugeschichtlich und technikgeschichtlich von Bedeutung | 09295077 |
| Weitere Bilder                          | Stoffhandschuhfabrik Baader & Gerlach (ehem.); Ledigenheim »Eigner Herd« (ehem.)                                                                      | Südvorstadt (Karte)            | im Kern 1908–1909, Stoffhandschuhfabrik (Wohnhaus); 1934–1935, bezeichnet 1934, Umbau Wohnheim (Wohnhaus) | Fabrikgebäude, später Wohnheim, heute Wohnhaus in offener Bebauung und in Ecklage; frei stehendes, zum Wohnheim umgebautes Fabrikgebäude, Eckbetonung durch Eckabschrägung und Bauplastik im Art-déco-Stil, einfache Putzfassade, technikgeschichtlich, sozialgeschichtlich und baugeschichtlich von Bedeutung | 09295076 |
|                                         | Mietshaus in geschlossener Bebauung | Südvorstadt (Karte)            | 1905–1906 (Mietshaus) | mit Tordurchfahrt, einfache historisierende Klinkerfassade, Fabrikgebäude im Hof abgebrochen, baugeschichtlich von Bedeutung | 09295179 |
| Weitere Bilder                          | Städtischer Schlacht- und Viehhof | Südvorstadt (Karte)            | 1907 (Pförtnerhaus) | Ehemaliges Pförtnerhaus des Schlachthofes, heute Kindergarten; gelber Klinkerbau, siehe auch Kantstraße 69–73, ortsgeschichtlich und baugeschichtlich von Bedeutung | 09295660 |
|                                         | Doppelmietshaus in halboffener Bebauung, mit Aufzug im Treppenhaus                                                                                    | Südvorstadt (Karte)            | im Kern 1879–1882 (Mietshaus Nr. 1a); 1910–1911 (Mietshaus Nr. 1 und Umbau Nr. 1a) | unmittelbar am später zugeschütteten Pleiße-Mühlgraben gelegen, ehemals hier auch Gondelhalle und Gondelausleihe, reich gegliederte Putzfassade, im Reformstil der Zeit um 1910, im Innern mit schmiedeeisernem Aufzug, Nr. 1a im Kern älter aus der Zeit des Historismus, technikgeschichtlich und baugeschichtlich von Bedeutung | 09295175 |
|                                         | Mietshaus in geschlossener Bebauung und Fabrikgebäude im Hof                                                                                          | Südvorstadt (Karte)            | 1897 (Mietshaus) | Vorderhaus mit historistischer Putzfassade, kleiner Fabrikbau mit Klinkerfassade im Hof, Fabrik technikgeschichtlich und Mietshaus baugeschichtlich von Bedeutung | 09295054 |
| Weitere Bilder                          | Mietshaus in geschlossener Bebauung und Fabrikgebäude im Hof                                                                                          | Südvorstadt (Karte)            | 1899–1900 (Mietshaus); 1908 (Fabrik) | Vorderhaus mit Tordurchfahrt, Putzfassade mit straßenbildprägendem Erker mit Zeltdach, zwischen Jugendstil und Späthistorismus (mit gotisierenden und romanisierenden Elementen), Architekt: Fritz Drechsler, Fabrik technikgeschichtlich und Mietshaus baugeschichtlich von Bedeutung | 09295052 |
|                                         | Mietshaus (Nr. 68) in ehemals halboffener Bebauung, mit Fabrikgebäude (Nr. 68a) im Hof                                                                | Südvorstadt (Karte)            | bezeichnet 1907 (Mietshaus); bezeichnet 1923 (Fabrik) | Vorderhaus mit Laden, Putzfassade mit Erkern, zwischen Reform- und Jugendstil, Fabrikgebäude Putzbau mit Putzdekoration, Fabrik technikgeschichtlich und Mietshaus baugeschichtlich von Bedeutung | 09295146 |
| Direkt Bild zu diesem Denkmal hochladen | Mietshaus in ehemals geschlossener Bebauung und Fabrikgebäude im Hof                                                                                  | Südvorstadt (Karte)            | 1895–1896 (Mietshaus); 1895 (Kessel- und Maschinenhaus) | Vorderhaus mit Läden in der Souterrainzone und mit ehemals zwei Tordurchfahrten, Putzfassade mit balkonartigem Fachwerk-Erker und Giebel, Architekt: Heinrich Rust, Fabrikgebäude mit Maschinenhaus im Hof, Fabrik technikgeschichtlich und Mietshaus baugeschichtlich von Bedeutung | 09295110 |
|                                         | Doppelmietshaus in geschlossener Bebauung und Backofen mit Brustfeuerung im Hofgebäude                                                                | Südvorstadt (Karte)            | 1910 (Mietshaus); 1911–1913 (Backofen) | Putzfassade mit Erker und Balkons, Reformstil-Architektur, baugeschichtlich von Bedeutung | 09295710 |
|                                         | Städtischer Schlacht- und Viehhof (ehem.); mdr | Südvorstadt (Karte)            | 1886–1888 (Schlachthof); vor 2013 (Rinderschlachthalle) | Ehemaliger Schlachthof mit Einfriedung und zwei Toranlagen, zwei Pförtnerhäusern, drei Verwaltungsgebäuden, der ehemaligen Fleischbörse (heute Intendanz einer Rundfunkanstalt) und zwei alten Schlachthallen; Ziegelbauten mit werksteinverkleideten Sockeln und Gliederungselementen aus Sandstein, mit den wiederkehrenden Motiven des Giebels mit aufsteigendem Bogenfries und des vorstehenden Satteldaches bei den Bauten der ersten Anlage und den Erweiterungen bis 1912, einheitlich als Hof gestalteter Eingangsbereich (Schlachthofgelände ursprünglich zwischen Altenburger Straße, Richard-Lehmann-Straße und den Gleisen des Bayerischen Bahnhofs, siehe auch Altenburger Straße 3), Architekt der ersten Bauphase: Stadtbaurat Hugo Licht, baugeschichtlich und ortsentwicklungsgeschichtlich von Bedeutung | 09295659 |
| Direkt Bild zu diesem Denkmal hochladen | Kabelverzweiger der Deutschen Reichspost | Südvorstadt (Karte)            | um 1930 (Kabelverzweiger) | Kabelverzweigergehäuse für Telefonanschlüsse; Kabelverzweiger Leipziger Typ Nr. 7, Metallschrank auf Kunststeinsockel, technikgeschichtlich von Bedeutung, Seltenheits- und Dokumentationswert | 09260905 |
|                                         | Mietshaus in ehemals geschlossener Bebauung und Hinterhaus                                                                                            | Südvorstadt (Karte)            | bezeichnet 1905 (Mietshaus) | Vorderhaus mit Tordurchfahrt, ungewöhnlich gestaltete Putzfassade, zwei Erker in zwei hölzernen Lauben endend, zwischen den Erkern Balkons, jugendstilige Dekoration, baugeschichtlich von Bedeutung | 09295261 |
|                                         | Doppelmietshaus in geschlossener Bebauung, drei Hofgebäude und Hofpflasterung                                                                         | Südvorstadt (Karte)            | 1866 (Nr. 12, Mietshaus); 1869 (Nr. 14, Mietshaus); 1899–1901 (Hinterhaus) | dreigeschossige Gebäude, Nr. 12 mit Tordurchfahrt, schlichte Putzfassade, Hofgebäude Putzbauten mit Klinkergliederung, baugeschichtlich und ortsentwicklungsgeschichtlich von Bedeutung | 09297142 |
| Weitere Bilder                          | Möbelfabrik F. A. Schütz | Südvorstadt (Karte)            | 1890 (Nr. 56, Fabrikgebäude); 1897 (Nr. 56, Erweiterungsbau Fabrik); 1906–1907, bezeichnet 1906 (Nr. 54, Kontorhaus); 1890 (Schornstein) | Ehemalige Fabrikanlage mit Kontorgebäude (Nr. 54, heute Wohnhaus), Fabrikgebäude (Nr. 56, heute Bürogebäude), im Hof angebauter Seitenflügel (Produktionsgebäude) und Kesselhaus mit Esse; in den Straßenraum eingebundene Fabrikanlage, in mehreren Bauabschnitten entstanden, Kontorhaus Klinker-Putz-Fassade mit Anklängen an Jugend- und Reformstil, Vertikalgliederung durch Ziegelpilaster, älteres Fabrikgebäude als nüchterner Ziegelbau mit Tordurchfahrt (Fassade nach Kriegsschäden zum Teil rekonstruiert), baugeschichtlich und ortsgeschichtlich von Bedeutung | 09295097 |
| Weitere Bilder                          | Schwenke-Hof; Maßstabfabrik Paul Otto (ehem.) | Südvorstadt (Karte)            | 1885 (Fabrik); 1894 (Aufstockung Fabrik) | Fabrikgebäude mit Schornstein; langgestreckter, heute verputzter Ziegelbau, zur Kohlenstraße die Längsfront, mit einem gegliederten Giebel schließende Stirnseite, ortsgeschichtlich von Bedeutung | 09295448 |
| Weitere Bilder                          | Hofer Brücke | Südvorstadt (Karte)            | 1912 (Straßenbrücke) | Straßenbrücke als Eisenbahnüberführung; westliche Auffahrt vor Richard-Lehmann-Straße 114–116, im Zusammenhang mit dem Bau der Technischen Messe errichtet, Auffahrt mit Muschelkalkverkleidung und Geländer, die Seiten der Auffahrt mit Stadtwappen, ortsgeschichtlich von Bedeutung | 09296212 |
| Weitere Bilder                          | Städtisches Elektrizitätswerk II, Unterwerk Süden I                                                                                                   | Südvorstadt (Karte)            | 1909–1910 (Umspannwerk); Erweiterung 1937 (Umspannwerk) | Ehemaliges Umspannwerk mit Akkumulatorenhaus und rückseitig angebautem Maschinenhaus (Nr. 30, heute Bürogebäude und Kindergarten) sowie ehemaliges Verwaltungsgebäude (Nr. 32, heute Wohnhaus), Hofpflasterung und Toranlage; Maschinen- und Akkumulatorenhaus als Klinkerbau mit Eisenbetonkonstruktion, Verwaltungsgebäude als einfach gegliederter Putzbau, baugeschichtlich, technikgeschichtlich und ortsgeschichtlich von Bedeutung | 09295031 |
|                                         | Ehemalige Bedürfnisanstalt | Südvorstadt (Karte)            | 1887 (Bedürfnisanstalt) | 2010 Umbau zu einem Imbiss, mit gusseisernen Säulen und Glasdach, Seltenheitswert, Dokumentationswert, Zeugnis gründerzeitliches Stadtentwicklung, ortsgeschichtlich von Bedeutung | 09295800 |
| Weitere Bilder                          | Deutsche Bahn AG; Eisenbahnüberführung Kiebitzstraße                                                                                                  | Thekla (Karte)                 | 1903 (Eisenbahnbrücke) | Eisenbahnbrücke; gelbe Klinkertonne, Sandsteinquader, Strecke: 6360 Leipzig Hbf–Eilenburg; Streckenkilometer: 4,015 | 09262872 |
| Direkt Bild zu diesem Denkmal hochladen | Deutsche Bahn AG; Eisenbahnbrücke | Thekla (Karte)                 | um 1890 (Eisenbahnbrücke) | Eisenbahnbrücke; zwei Klinkerbögen mit Sandsteinpfosten als Brüstungspfeiler | 09260422 |
|                                         | Instandsetzungswerk der Leipziger Verkehrsbetriebe; Technisches Zentrum Heiterblick                                                                   | Thekla (Karte)                 | um 1930 (Nahverkehrsbautenanlagenteil) | Verwaltungsgebäude, Pförtnerhaus, Werkhallen, Werkstattgebäude, Kulturhaus und Einfriedung des Haupteingangs; | 09260420 |
| Weitere Bilder                          | Deutsche Bahn AG; Haltepunkt Leipzig-Heiterblick; Bahnwärterhaus                                                                                      | Thekla (Karte)                 | um 1910 (Schuppen) | Bahnwärterhaus (Klinkerbau) und Geräteschuppen (Fachwerk) eines Bahn-Haltepunktes | 09260418 |
|                                         | Deutsche Bahn AG; Hauptbahnhof Leipzig (Sachgesamtheit)                                                                                               | Volkmarsdorf (Karte)           | um 1905 (Eisenbahnbauten) | Sachgesamtheitsbestandteil obiger Sachgesamtheit, mit folgenden Einzeldenkmalen: Stellwerk B 34 (siehe Einzeldenkmaldokumente Obj. 09260941, Kohlweg, ohne Nr.), Stellwerk R 33 (siehe Einzeldenkmaldokumente Obj. 09294151, Hermann-Liebmann-Straße 108) sowie mit folgenden Sachgesamtheitsteilen: weitere Eisenbahnbauten (Hermann-Liebmann-Straße 108) (siehe auch Sachgesamtheitsdokument Obj. 09304785, Willy-Brandt-Platz 7); ehemaliges Bahnbetriebswerk Süd der Sächsischen Staatsbahn bzw. der Deutschen Reichsbahn 2015 abgebrochen, eisenbahnhistorisch und technikgeschichtlich von Bedeutung | 09304792 |
|                                         | Deutsche Bahn AG; Hauptbahnhof Leipzig (Sachgesamtheit); Bahnbetriebswerk Süd (ehem.); Stellwerk R 33                                                 | Volkmarsdorf (Karte)           | um 1905 (Stellwerk) | Einzeldenkmale obiger Sachgesamtheit: Stellwerk (Bahnbetriebswerk 2015 abgebrochen, siehe auch Sachgesamtheitsbestandteildokument Obj. 09304792, Hermann-Liebmann-Straße 108); Bahnbetriebswerk (mit Ringlokschuppen und Drehscheibe, Besandungs- sowie Entschlackungsanlage, Wasserkran) erbaut als Heizhaus Süd (C) der Sächsischen Staatsbahn, später Bahnbetriebswerk der Deutschen Reichsbahn, eisenbahnhistorisch und technikgeschichtlich von Bedeutung | 09294151 |
|                                         | Deutsche Bahn AG; Hauptbahnhof Leipzig (Sachgesamtheit); Stellwerk B 34                                                                               | Volkmarsdorf (Karte)           | 1907 (Stellwerk) | Einzeldenkmal obiger Sachgesamtheit: Stellwerk (mit Ausstattung) im ehemals sächsischen Betriebsteil des Leipziger Hauptbahnhofs (siehe auch Sachgesamtheitsbestandteildokument Obj. 09304792); ursprünglich Stellerei IX, mechanisches Stellwerk Bauform Jüdel, Klinkerbau mit verbrettertem Obergeschoss, baugeschichtlicher Wert, besonders eisenbahngeschichtlich und technisch von Bedeutung | 09260941 |
| Weitere Bilder                          | Langbein-Pfanhauser-Werke (LPW), Galvanochemische Fabrik                                                                                              | Volkmarsdorf (Karte)           | 1937–1940 (Fabrikhalle) | Kontorgebäude, Fabrikhalle, Halle 15 und Heizwerk einer Fabrikanlage; Klinkerfassaden, baugeschichtlich und ortsgeschichtlich von Bedeutung | 09292798 |
| Weitere Bilder                          | Deutsche Bahn AG; Eisenbahnüberführung Neue Luppe | Wahren                         | 1902–1905 (Eisenbahnbrücke) | Eisenbahnüberführung über die Neue Luppe als Teil des Leipziger Güterrings; Strecke 6380 Leipzig-Leutzsch–Leipzig-Wahren (Streckenkilometer 1,525), gelbes Klinkermauerwerk mit Sandsteingliederung, Bogenbrücke mit 179 Meter Gesamtlänge und sieben Bögen, eisenbahngeschichtlich und ortsentwicklungsgeschichtlich bedeutend | 09290718 |
|                                         | Deutsche Bahn AG; Eisenbahnbrücke | Wahren                         | 1906–1907 (Eisenbahnbrücke) | Eisenbahnüberführung des Leipziger Güterrings auf Höhe der Parkeisenbahnhaltestelle „Jugendherberge“ am Auensee; Strecke 6380 Leipzig-Leutzsch-Leipzig-Wahren, Lage zwischen dem Viadukt Wahren (Obj.-Nr. 09297474) und der Eisenbahnbrücke über die Neue Luppe (Obj.-Nr. 09290718), gelbes Klinkermauerwerk mit Sandsteingliederung, Bogenbrücke, eisenbahngeschichtlich und ortsentwicklungsgeschichtlich bedeutend | 09297743 |
|                                         | Fabrikgebäude in rückwärtiger Lage | Wahren (Karte)                 | 1910/1915 (Fabrik) | Putzfassade, baugeschichtlich und ortsentwicklungsgeschichtlich bedeutend | 09297643 |
| Weitere Bilder                          | Brücke des Luna-Express; Hundewasserbrücke; Auenseebrücke                                                                                             | Wahren (Karte)                 | 1912 (Fußgängerbrücke) | Eisenbahn- und Fußgängerbrücke am Auensee; Stahlbetonbrücke der ehemaligen Miniatureisenbahn Luna-Express des Vergnügungsparks Luna-Park, überspannte ehemals das Hundewasser (Nebenarm der Weißen Elster, 1934 verfüllt), Lage am Nordufer des Auensees östlich des Hauses Auensee (Gustav-Esche-Straße 6, Obj.-Nr. 09297702), letztes bauliches Zeugnis des Luna-Express’, technikgeschichtlich und ortsgeschichtlich bedeutend | 09298655 |
| Weitere Bilder                          | Liliput-Dampflok; Pioniereisenbahn; Parkeisenbahn am Auensee                                                                                          | Wahren (Karte)                 | bezeichnet 1925 (Dampflokomotive) | Dampflokomotive; technisches Denkmal, Erinnerungswert, Wert für die Volksbildung, eisenbahngeschichtlich und wissenschaftlich bedeutend | 09299399 |
| Weitere Bilder                          | Leipziger Pioniereisenbahn (ehem.); Parkeisenbahn am Auensee                                                                                          | Wahren (Karte)                 | 1951 (Empfangsgebäude) | Bahnhofsgebäude mit historischer Ausstattung, Gleisbildstellwerk und Läutewerk am Schrankenposten, Schranke mit Gitterbehang am Posten 3 und Schranke mit Holzstangen am Posten 1; zur historischen Ausstattung gehören technische Geräte, wie unter anderem Schaltkasten und Postentelefon, zur Anlage gehören des Weiteren Lok- und Wagenschuppen, Toilettengebäude, Koksbunker und drei Schrankenposten (keine Denkmale), zweite Pioniereisenbahn der DDR, eisenbahngeschichtlich, wissenschaftlich und ortsgeschichtlich bedeutend | 09300284 |
|                                         | Deutsche Bahn AG; Eisenbahnbrücke | Wahren (Karte)                 | 1902 (Eisenbahnbrücke) | Eisenbahnüberführung als Teil des Leipziger Güterrings und Personenverkehrs zwischen Magdeburg und Leipzig; Bogenbrücke in genieteter Stahlfachwerkkonstruktion und Stützmauern in Ecklage Damaschkestraße, Strecke 6403 Magdeburg Hbf–Leipzig Hbf, s. a. Brücke gleichen Typs unter Pittlerstraße (Obj.-Nr. 09263840), eisenbahngeschichtlich und ortsentwicklungsgeschichtlich bedeutend | 09263839 |
|                                         | DUX-Automobilwerke; NAG; Büssing; Werk Roter Stern | Wahren (Karte)                 | 1916 (Verwaltungsgebäude) | Verwaltungsgebäude der DUX-Automobilwerke, ehemals mit rückwärtiger Fabrikhalle und südlicher Shetdachhalle mit Industriehammer (Abbruch 2007); Putzfassade mit prägendem Dreiecksgiebel und Kolossalpilastern, baugeschichtlich, wirtschaftsgeschichtlich, ortsgeschichtlich und verkehrsgeschichtlich bedeutend | 09297737 |
|                                         | Deutsche Bahn AG; Bahnhof Leipzig-Wahren | Wahren (Karte)                 | 1902–1903 (Personenbahnhof) | Bahnhofsgebäude, zwei Stellwerke und ein Aborthäuschen; Klinkerbauten, Stellwerke auf Höhe Pater-Gordian-Straße 62, Aborthäuschen westlich des Empfangsgebäude mit korrespondierender Gestaltung, ehemals mit Güterabfertigung von 1897 an der Linkelstraße (visàvis der Gebäude Pater-Gordian-Straße 1–13, Abbruch 2009), ortsentwicklungsgeschichtlich und verkehrsgeschichtlich bedeutend | 09294133 |
| Weitere Bilder                          | Wasserturm Wahren | Wahren (Karte)                 | 1907–1909 (Wasserturm) | Wasserturm Wahren; technisches Denkmal, sozialgeschichtlich, technikgeschichtlich und baugeschichtlich bedeutend, Wert für die Volksbildung | 09297740 |
|                                         | Deutsche Bahn AG; Eisenbahnbrücke | Wahren (Karte)                 | 1902 (Eisenbahnbrücke) | Zwei hintereinanderliegende Eisenbahnüberführungen als Teil des Leipziger Güterrings und Personenverkehrs zwischen Magdeburg und Leipzig; Bogenbrücken in genieteter Stahlfachwerkkonstruktion mit verbundenem Auflager in Ecklage Pater-Gordian-Straße, Strecke 6403 Magdeburg Hbf–Leipzig Hbf, s. a. Brücke gleichen Typs unter Linkelstraße (Obj.-Nr. 09263839), eisenbahngeschichtlich und ortsentwicklungsgeschichtlich bedeutend | 09263840 |
|                                         | Maschinenfabrik „Diamant“ Alwin Kirsten; Zahnräderfabrik Max Müller GmbH                                                                              | Wahren (Karte)                 | 1906–1907 (Kontorhaus) | Kontorgebäude einer Maschinenfabrik, später Zahnräderfabrik; Lage an den werkseigenen Anschlussgleisen, mit Vorgarten, Klinkerfassade, südlich schließt an der Pittlerstraße die im Zweiten Weltkrieg stark zerstörte Fabrikhalle an, bis 1932 Werkeinheit mit Pittlerstraße 27 (Obj-Nr.: 09296736), baugeschichtlich und wirtschaftsgeschichtlich bedeutend | 09297700 |
|                                         | Pittler AG | Wahren (Karte)                 | 1899, Hauptgebäude (Fabrikanlagenteil) | Hauptgebäude mit Erweiterungsbau und Halle A, B und C der Pittler-Werkzeugmaschinenfabrik AG sowie Transformatorenhaus und Einfriedung, baugeschichtlich, ortsentwicklungsgeschichtlich und wirtschaftsgeschichtlich bedeutend | 09263881 |
|                                         | Maschinenfabrik „Diamant“ Alwin Kirsten; Landmaschinen Großvertrieb Schoenfeldt                                                                       | Wahren (Karte)                 | 1906–1907 (Fabrikhalle) | Fabrikhalle mit Oberlicht in rückwärtiger Lage; gelbe Klinkerfassade, bis 1932 Werkeinheit mit der Maschinenfabrik „Diamant“ Pittlerstraße 25 (Obj-Nr. 09297700), baugeschichtlich und wirtschaftsgeschichtlich bedeutend | 09296736 |
|                                         | Dampf-Seifenpulver und Seifenfabrik Freyberg & Co.; Mitteldeutsche Seifenfabriken AG; VEB Leipziger Süßwarenbetriebe Werk II                          | Wahren (Karte)                 | 1904 (Gebäude an der Straße) | Fabrik mit Erweiterungsbau an der Pittlerstraße und einem Hofgebäude ehemals mit Verbindungsgang zum Hofgebäude und Pflasterung der Einfahrtsstraße (beides abgebrochen); gelbe Klinkerfassaden, baugeschichtlich, ortsentwicklungsgeschichtlich und wirtschaftsgeschichtlich bedeutend | 09297701 |
|                                         | Mühle Wahren; Handelsmühle Bassenge & Mirus | Wahren (Karte)                 | um 1860 (Seitengebäude) | Stall- und Scheunengebäude der ehem. Mühle Wahren; Lage an der Weißen Elster, gewölbtes Erdgeschoss, ehemals Winkelbau, Putzfassade, letztes Zeugnis für die ehemalige Nutzung des Grundstücks, Wert für die Volksbildung, ortsgeschichtlich und baugeschichtlich bedeutend | 09297616 |
| Weitere Bilder                          | Deutsche Bahn AG; Wahrener Viadukt; Eisenbahnstrecke Leipzig-Leutzsch–Leipzig-Wahren (Leipziger Güterring)                                            | Wahren (Karte)                 | 1902 (Viadukt) | Eisenbahnüberführung Wahrener Viadukt des Leipziger Güterrings; Strecke 6380 Leipzig-Leutzsch–Leipzig-Wahren (Streckenkilometer 2,285), s. a.: Georg-Schumann-Straße (Obj. 09297473) und Friedrich-Bosse-Straße (Obj. 09297474), Klinkerbögen, daneben Stellwerk, mit 570 m Gesamtlänge die zweitlängste Eisenbahnüberführung Sachsens, eisenbahngeschichtlich, ortsentwicklungsgeschichtlich und baugeschichtlich von Bedeutung | 09297475 |
|                                         | Deutsche Bahn AG; Bahnhof Leipzig-Wiederitzsch | Wiederitzsch (Karte)           | 1905–1907 (Bahnhof) | Empfangsgebäude, Nebengebäude und Überdachung eines Bahnhofes sowie Straßenpflaster und Bordsteineinfassung des Bahnhofsvorplatzes und der zuführenden Straße mit Allee; Hauptgebäude einfache Putzfassade, Sockel und Ecken durch roten Naturstein hervorgehoben Bahnhofsanlage von ortsgeschichtlicher Bedeutung | 09259021 |
| Weitere Bilder                          | Deutsche Bahn AG; Wiederitzscher Viadukt; Eisenbahnstrecke Leipzig-Wahren–Engelsdorf (Leipziger Güterring)                                            | Wiederitzsch                   | 1903–1906 (Viadukt); 1903–1906 (Eisenbahnbrücke) | Eisenbahnviadukt über die Rietzschkeniederung und Eisenbahnbrücke über die Delitzscher Landstraße; genietete Stahlbalkenbrücke und zwanzigbogiger Klinkerviadukt, ortsbild- und landschaftsprägender Bau, Zeugnis der Verkehrsgeschichte, technisches Denkmal | 09259022 |
| Weitere Bilder                          | Stadtfunk | Zentrum                        | | Beschallungsanlage des Stadtfunks (Lautsprechersäulen) im Stadtgebiet; bedeutendes Zeugnis der Ereignisse am 9. Oktober 1989; eine Anlage vor der Runden Ecke und vor der Kaufhalle am Stern in der Bornaischen Straße, weitere Standorte u. a. Haltestelle Wilhelm-Leuschner-Platz, Augustusplatz | 08967704 |
| Weitere Bilder                          | Kroch-Hochhaus | Zentrum                        | 1927–1928, bezeichnet 1928 (Geschäftshaus) | Bank- und Geschäftshaus in geschlossener Bebauung, Hochhaus mit Passage, Aufsatz einer Glockenschlägerplastik sowie Personenaufzug mit Gleitfangvorrichtung (Pressluft); ab 2010 Ägyptisches Museum der Universität Leipzig in der ehemaligen Schalterhalle, überregionale geschichtliche und architekturhistorische Bedeutung, Architekt: German Bestelmeyer, München, Seltenheitswert, außerordentlich städtebaulicher Wert | 09298257 |
| Weitere Bilder                          | Leipziger Elektrizitätswerke | Zentrum                        | 1894–1895 (Kraftwerk) | Akkumulatorenhaus eines Elektrizitätswerkes; Unterwerk Magazingasse des städtischen Elektrizitätswerkes, repräsentativer Klinkerbau, Denkmal der Technikgeschichte | 09298327 |
| Weitere Bilder                          | Wohn- und Geschäftshaus in geschlossener Bebauung, mit Aufzug                                                                                         | Zentrum (Karte)                | 1859–1860 (Wohn- und Geschäftshaus); 1929/1930 (Aufzug) | (siehe auch Magazingasse 2), Aufzug von 1929/1930 als Technisches Denkmal, Natursteinfassade | 09298325 |
|                                         | Städtisches Gaswerk (ehem.) | Zentrum-Nord (Karte)           | 1895 (Gaswerk) | Ehemaliges Gaswerk mit Maschinenhaus, Verwaltungsgebäude, Maschinenbau, Fahrzeugschuppen und Nebengebäude (Anschriften: Erich-Weinert-Straße 21, Berliner Straße 25 und Roscherstraße 14); zeittypische Klinkerbauten, siehe auch Erich-Weinert-Straße 19 und Eutritzscher Straße 14b, ortsgeschichtlich und technikgeschichtlich von Bedeutung | 09293748 |
|                                         | Mietshaus in geschlossener Bebauung und Hofbebauung (Autowerkstatt und Garage)                                                                        | Zentrum-Nord (Karte)           | 1879 (Mietshaus); 1934 (Werkstatt) | Vorderhaus mit Tordurchfahrt und Läden, vereinfachte Putzfassade, Garagenkonstruktion/Hofüberdachung von 1934, stadtentwicklungsgeschichtliche Bedeutung | 09290094 |
| Weitere Bilder                          | Städtisches Elektrizitätswerk Nord (ehem.); heute Stadtwerke Leipzig                                                                                  | Zentrum-Nord (Karte)           | zwischen 1895 und 1930 (Kraftwerk) | Elektrizitätswerk mit Verwaltungsgebäude und Schalthaus, Wohn- und Verwaltungsgebäude, Personalhaus, Maschinenhaus, Speise- und Kultursaal sowie Einfriedungsmauer; überwiegend Klinkerbauten, ortsgeschichtlich und technikgeschichtlich von Bedeutung | 09293809 |
|                                         | Deutsche Bahn AG; Hauptbahnhof Leipzig (Sachgesamtheit)                                                                                               | Zentrum-Nord (Karte)           | zwischen 1900 und 1920 (Eisenbahnbauten) | Sachgesamtheitsbestandteil obiger Sachgesamtheit, mit folgenden Einzeldenkmalen: Verwaltungsgebäude (Obj. 09261918, Eutritzscher Straße 24), Stellwerk (Obj. 09299411, Roscherstraße 41) und Freiladebahnhof (Obj. 09293757, Theresienstraße 2) sowie weitere Eisenbahnbauten auf dem Freiladebahnhofsgelände (siehe auch Sachgesamtheitsdokument Obj. 09304785, Willy-Brandt-Platz 7); von eisenbahngeschichtlicher, technischer und baugeschichtlicher Bedeutung | 09304786 |
|                                         | Gasometer Nord | Zentrum-Nord (Karte)           | bezeichnet 1904 (Gaswerk) | Gasometer des ehemaligen Städtischen Gaswerkes Nord; gelber Klinkerbau, technikgeschichtlich von Bedeutung | 09264523 |
| Weitere Bilder                          | Deutsche Bahn AG; Hauptbahnhof Leipzig (Sachgesamtheit); Stellwerk W 24                                                                               | Zentrum-Nord (Karte)           | 1905–1906 (Stellwerk) | Einzeldenkmal obiger Sachgesamtheit: Stellwerk (mit der Ausstattung eines mechanischen Stellwerks Bauart Stahmer) (siehe auch Sachgesamtheitsbestandteildokument Obj. 09304786, Eutritzscher Straße 24); in Hanglage neben der Eisenbahnüberführung Berliner Straße an der Strecke nach Leutzsch, in Ecksituation Berliner Straße, Stellwerk Rwt, später W 24, Putz-Klinker-Fassade an der Roscherstraße, Gleisseite Klinkerfassade mit Eisenfachwerk und Turm, als wohl repräsentativstes sächsisches Stellwerk besonderer baugeschichtlicher Wert, als Teil der Umgestaltung der Leipziger Bahnanlagen im Zusammenhang mit der Errichtung des Hauptbahnhofes große eisenbahngeschichtliche Bedeutung | 09299411 |
|                                         | Deutsche Bahn AG; Hauptbahnhof Leipzig (Sachgesamtheit); Preußischer Freiladebahnhof; Stellwerk B 27                                                  | Zentrum-Nord (Karte)           | um 1910 (Güterbahnhof); 1910 (Stellwerk B 27) | Einzeldenkmal obiger Sachgesamtheit: Freiladebahnhof mit Instandsetzungshalle/Verwaltungsgebäude, Lagerhalle, Personalhaus, Waggonhalle mit Geräteschuppen, mit Güterabfertigungshallen, Lagerschuppen, Verladehof, Personalhaus, Lagerhalle, Verwaltungsgebäude, Werkstattgebäude, Stellwerk und Rangierbühnen (siehe auch Sachgesamtheitsbestandteildokument Obj. 09304786, Eutritzscher Straße 24); eisenbahngeschichtliche Bedeutung | 09293757 |
|                                         | Deutsche Bahn AG; Hauptbahnhof Leipzig (Sachgesamtheit)                                                                                               | Zentrum-Nord (Karte)           | zwischen 1900 und 1920 (Eisenbahnbauten) | Sachgesamtheitsbestandteil obiger Sachgesamtheit, mit folgenden Einzeldenkmalen: Verwaltungsgebäude (Obj. 09261918, Eutritzscher Straße 24), Stellwerk (Obj. 09299411, Roscherstraße 41) und Freiladebahnhof (Obj. 09293757, Theresienstraße 2) sowie weitere Eisenbahnbauten auf dem Freiladebahnhofsgelände (siehe auch Sachgesamtheitsdokument Obj. 09304785, Willy-Brandt-Platz 7); von eisenbahngeschichtlicher, technischer und baugeschichtlicher Bedeutung | 09304786 |
| Weitere Bilder                          | Landauerbrücke; Hindenburgbrücke (ehem.) | Zentrum-Nordwest (Karte)       | um 1915 (Straßenbrücke) | Straßenbrücke über das Elsterflutbecken; mehrbogige Brücke in Kalksteinquader und Kunststein, in architektonisch ansprechender Gestaltung, baugeschichtlich, technikgeschichtlich und ortsgeschichtlich von Bedeutung | 09293763 |
|                                         | Kabelverzweiger der Deutschen Reichspost | Zentrum-Nordwest (Karte)       | 1. Drittel 20. Jahrhundert (Kabelverzweiger) | Kabelverzweigergehäuse für Telefonanschlüsse; Kabelverzweiger Leipziger Typ Nr. 2, technikgeschichtlich von Bedeutung, Seltenheits- und Dokumentationswert | 09291777 |
|                                         | Gustav-Adolf-Brücke | Zentrum-Nordwest (Karte)       | bezeichnet 1878 (Brücke) | Straßenbrücke über den Mühlgraben; eiserne Straßenbrücke mit schönem schmiedeeisernem Geländer, baugeschichtlich von Bedeutung | 09290166 |
|                                         | Ariowitsch-Haus | Zentrum-Nordwest (Karte)       | 1928–1931 (Altenheim); 1929 (Aufzug) | Ehemaliges Altenheim in offener Bebauung, heute Jüdisches Begegnungs- und Kulturzentrum, mit Gartenhaus (Hinterhaus), Vorgarten und Einfriedung sowie Aufzug im Vorderhaus; ehemaliges Sächsisches Israelitisches Altersheim zu Leipzig, traditionelle Putzfassade der 1920er Jahre, Eckerker, bemerkenswerter Aufzug der Firma Otis von 1929 im Innern, baugeschichtlich, städtebaulich und ortsgeschichtlich von Bedeutung | 09291525 |
| Weitere Bilder                          | Zeppelinbrücke | Zentrum-Nordwest (Karte)       | 1913–1915 (Straßenbrücke) | Straßenbrücke über das Elsterflutbecken; mehrbogige Brücke in architektonisch ansprechender Gestaltung, baugeschichtlich, technikgeschichtlich und ortsgeschichtlich von Bedeutung | 09293978 |
|                                         | Deutsche Bahn AG; Bahnwärterhaus, Blockstelle Elsteraue                                                                                               | Zentrum-Nordwest (Karte)       | 1907 (Bahnwärterhaus) | Bahnwärterhaus; am Marienweg und der Bahnlinie, Klinkerfassade, typische Eisenbahn-Architektur, baugeschichtlich von Bedeutung | 09293761 |
|                                         | Gohliser Wehrbrücke | Zentrum-Nordwest (Karte)       | bezeichnet 1903 (Straßenbrücke) | Straßenbrücke über die Parthe; mit schmiedeeisernem Gitter, Sandsteinpfeilern und Kandelabern, nahe dem Eingang zu einer Kleingartensparte, baugeschichtlich von Bedeutung | 09293762 |
| Weitere Bilder                          | Kanalbett der Parthe | Zentrum-Ost (Karte)            | um 1905 (Kanal) | von der Eisenbahnbrücke Rackwitzer Straße bis zur Straßenbrücke Am Gothischen Bad, ehemals mit Wehr | 09260359 |
|                                         | Deutsche Bahn AG; Hauptbahnhof Leipzig (Sachgesamtheit); Stellwerke W 16, W 17 und W 32                                                               | Zentrum-Ost (Karte)            | 1910 (Stellwerk W 16); 1910 (Stellwerk W 32) | Einzeldenkmale obiger Sachgesamtheit: drei Stellwerke (mit technischer Ausstattung) im sächsischen Betriebsteil des Leipziger Hauptbahnhofs (siehe auch Sachgesamtheitsdokument Obj. 09304787, Willy-Brandt-Platz 2a–8d); Stellwerk W 16 (früher VI), mit mechanischer Technik Bauart Jüdel (der Einheitsform verwandt), aufgrund der Errichtung im Zusammenhang mit Umgestaltung der Leipziger Bahnanlagen am Beginn des 20. Jahrhunderts überregionale eisenbahngeschichtliche und technische Bedeutung sowie der besonderen architektonischen Gestaltung wegen baugeschichtliche Relevanz | 09260355 |
| Weitere Bilder                          | Deutsche Bahn AG; Eisenbahnbrücke Berliner Straße | Zentrum-Ost (Karte)            | wohl 1898–1908 (Eisenbahnbrücke) | Reste der Eisenbahnbrücke über die Berliner Straße; Brücke ehemals mit 32 Gleisen als Hauptzuführung zum Hauptbahnhof Leipzig (Teilabbruch 2012), Eisenzaun als Brüstung, baugeschichtlich, eisenbahngeschichtlich und technikgeschichtlich von Bedeutung | 09297460 |
| Weitere Bilder                          | Brandenburger Brücke | Zentrum-Ost (Karte)            | 1908–1910 (Straßenbrücke) | Straßenbrücke über die Eisenbahn; Stahlkonstruktion auf Sandsteinpfeilern, Stahlfachwerkbogenbrücke, baugeschichtlich und technikgeschichtlich von Bedeutung | 09293828 |
|                                         | Verwaltung Deutsche Maschinen- und Werkzeugfabrik (Wotan-Werke) (ehem.)                                                                               | Zentrum-Ost (Karte)            | 1904 (Fabrik) | Büro- und Fabrikgebäude in ehemals geschlossener Bebauung; erbaut als Zentrale und Ausstellungslager einer Werkzeugmaschinenfabrik, Produktionsgebäude der Maschinenfabrik unter anderem in Leipzig-Plagwitz und in Glauchau, Gebäude zugleich auch von Papiergroßhandlungen genutzt, historisierende klinkerverkleidete Fassade mit Sandsteinelementen, repräsentative Eingangsportale mit schmiedeeisernen Torflügeln, baugeschichtlich und industriegeschichtlich von Bedeutung | 09290042 |
|                                         | Maschinenfabrik A. Hogenforst (ehem.) | Zentrum-Ost (Karte)            | um 1900 (Fabrik) | Fabrikgebäude in geschlossener Bebauung; siehe auch Hans-Poeche-Straße 23/25, zeittypische Putzfassade, Firma ein Produzent von Hilfsmaschinen für die gesamte Buchdruckindustrie, ortsentwicklungsgeschichtlich und industriegeschichtlich von Bedeutung | 09262520 |
|                                         | Rüschenfabrik Heinrich Breitfeld (ehem.) | Zentrum-Ost (Karte)            | im Kern 1855 (Fabrik); 1893 (Fabrik) | Fabrikgebäude in geschlossener Bebauung und Seitenflügel zum Hof; Vorderhaus mit Tordurchfahrt, Fabrikgebäude mit Seitenflügeln um schmalen Innenhof, Putzfassade mit Ziegelgliederung, ortsgeschichtlich von Bedeutung | 09290181 |
|                                         | Maschinenfabrik A. Hogenforst (ehem.) | Zentrum-Ost (Karte)            | nach 1870 (Fabrik) | Fabrikgebäude (unter zwei Hausnummern); Putzfassade, siehe auch Dohnanyistraße 3, ehemals mit Schornstein im Hof Hofmeisterstraße 16–20, Firma ein Produzent von Hilfsmaschinen für die gesamte Buchdruckindustrie, ortsentwicklungsgeschichtlich und industriegeschichtlich von Bedeutung | 09290192 |
|                                         | Deutsche Bahn AG; Hauptbahnhof Leipzig (Sachgesamtheit); Mess- und Empfangsgüterschuppen des Preußischen Stückgutbahnhofes                            | Zentrum-Ost (Karte)            | 1905–1907 (Abfertigungsgebäude); 1913–1914 (Toreinfahrt) | Einzeldenkmal obiger Sachgesamtheit: Abfertigungsgebäude des Meßund Empfangsgüterschuppens des Preußischen Stückgutbahnhofs (mit allen erhaltenen funktionalen Anlagen) sowie Stützmauer an der Kurt-Schumacher-Straße, zwei Toranlagen und Pflasterung der Ladestraße II (siehe auch Sachgesamtheitsdokument Obj. 09304785, Willy-Brandt-Platz 2a–8d); Abfertigungsgebäude verputzt mit Sandsteingliederung, mit aufwendiger Fassadengestaltung und Dachlandschaft, als bedeutender funktionaler Bestandteil des Leipziger Hauptbahnhofs überregionale eisenbahngeschichtliche und technische Bedeutung sowie der besonderen architektonischen Gestaltung wegen besondere baugeschichtliche und städtebauliche Relevanz, Seltenheitswert | 09294155 |
|                                         | Deutsche Bahn AG; Hauptbahnhof Leipzig (Sachgesamtheit); Lager- und Zollschuppen des Preußischen Stückgutbahnhofs                                     | Zentrum-Ost                    | um 1905 (Güterschuppen) | Einzeldenkmal obiger Sachgesamtheit: Zollabfertigungsgebäude des Preußischen Stückgutbahnhofs und Stützmauer zur Kurt-Schumacher-Straße (siehe auch Sachgesamtheitsdokument Obj. 09304785, Willy-Brandt-Platz 2a–8d); Putzfassade mit Sandsteingliederungen, als früh entstandener Funktionsteil des Leipziger Hauptbahnhofs überregionale eisenbahngeschichtliche und technische Bedeutung sowie der besonderen architektonischen Gestaltung wegen besondere baugeschichtliche und städtebauliche Relevanz | 09294154 |
|                                         | Deutsche Bahn AG; Hauptbahnhof Leipzig (Sachgesamtheit); Versandgüterschuppen des Preußischen Stückgutbahnhofes                                       | Zentrum-Ost (Karte)            | 1908–1909 (Fassade Abfertigungsgebäude) | Einzeldenkmal obiger Sachgesamtheit: Fassade des Abfertigungsgebäudes des Versandgüterschuppens des Preußischen Stückgutbahnhofes (siehe auch Sachgesamtheitsdokument Obj. 09304785, Willy-Brandt-Platz 2a–8d); verputzt mit Sandsteingliederungen, als Relikt eines wichtigen Funktionsteils des Leipziger Hauptbahnhofs überregionale eisenbahngeschichtliche und technische Bedeutung sowie aufgrund der exponierten Lage städtebauliche Relevanz | 09293829 |
|                                         | Deutsche Bahn AG; Hauptbahnhof Leipzig (Sachgesamtheit); Sächsischer Freiladebahnhof                                                                  | Zentrum-Ost                    | um 1910 (Güterschuppen) | Einzeldenkmal obiger Sachgesamtheit: Güterschuppen des Freiladebahnhofes (siehe auch Sachgesamtheitsdokument Obj. 09304785, Willy-Brandt-Straße 2a–8d); Ziegelbauten, eisenbahngeschichtlich von Bedeutung | 09298438 |
|                                         | Druckmaschinenfabrik Koenig & Bauer (ehem.) | Zentrum-Ost (Karte)            | um 1905 (Fabrik) | Zwei Fabrikgebäude im Hof (Haus 2 und Haus 3); Klinkerfassade mit Klinkergliederungen, Rastersystem, siehe auch Ludwig-Erhard-Straße 21, als ehemalige Maschinenfabrik für die graphische Industrie (Filiale der Fa. Koenig & Bauer in Kloster Oberzell bei Würzburg) Zeugnis für die Bedeutung Leipzigs als einstiges Zentrum des Maschinenbaus sowie Verlags- und Druckereiwesens, ortsentwicklungsgeschichtlich, industriegeschichtlich und baugeschichtlich von Bedeutung | 09290374 |
|                                         | Druckmaschinenfabrik Koenig & Bauer (ehem.) | Zentrum-Ost (Karte)            | um 1905 (Fabrik) | Fabrikgebäude (Haus 1) in heute offener Bebauung; Klinkerfassade zwischen ausgehendem Historismus und Jugendstil, Rastersystem, Klinkergliederungen, Rahmung der Tordurchfahrt in Jugendstilformen und mit Porträtmedaillons der Firmengründer Friedrich Koenig und Andreas Bauer, siehe auch Hofgebäude Lange Straße 22, als ehemalige Maschinenfabrik für die graphische Industrie (Filiale der Fa. Koenig & Bauer in Kloster Oberzell bei Würzburg) Zeugnis für die Bedeutung Leipzigs als einstiges Zentrum des Maschinenbaus sowie Verlags- und Druckereiwesens, ortsentwicklungsgeschichtlich, industriegeschichtlich und baugeschichtlich von Bedeutung | 09290162 |
| Direkt Bild zu diesem Denkmal hochladen | Deutsche Bahn AG; Hauptbahnhof Leipzig (Sachgesamtheit); Eilgüterschuppen des Preußischen Stückgutbahnhofs                                            | Zentrum-Ost                    | 1907–1910 (Güterschuppen mit Dienstgebäude); 1909-–1910 (Eisenbahntunnel), 2020/21 abgerissen | Einzeldenkmal obiger Sachgesamtheit: Abfertigungsgebäude des Eilgüterschuppens des Preußischen Stückgutbahnhofs mit dem teilweise erhaltenen Eilguttunnel zum Sächsischen Stückgutbahnhof (siehe auch Sachgesamtheitsdokument -Obj. 09304785, Willy-Brandt-Platz 2a–8d); Putzbau mit Sandsteingliederungen, gleisseitige Rampenüberdachung erneuert, als Relikte eines wichtigen Funktionsteils des Leipziger Hauptbahnhofs überregionale eisenbahngeschichtliche und technische Bedeutung sowie baugeschichtliche Relevanz | 09294157 |
|                                         | Deutsche Bahn AG; Hauptbahnhof Leipzig (Sachgesamtheit); Wasserturm                                                                                   | Zentrum-Ost (Karte)            | um 1905 (Wasserturm) | Einzeldenkmal obiger Sachgesamtheit: Wasserturm und gesamte Einfriedung an der Rackwitzer Straße Ecke Berliner Straße, mit Pforte und Treppenaufgang an der Berliner Straße (siehe auch Sachgesamtheitsdokument Obj. 09304785, Willy-Brandt-Platz 2a–8d); Klinkerfassade mit Sandsteingliederung | 09293824 |
|                                         | Deutsche Bahn AG; Hauptbahnhof Leipzig (Sachgesamtheit); Bahnbetriebswagenwerk Ost                                                                    | Zentrum-Ost (Karte)            | um 1910, Reparaturhalle für Güterwagen (Bahnbetriebswagenwerk Ost) | Einzeldenkmal obiger Sachgesamtheit: Reparaturhalle für Güterwagen eines Bahnbetriebswagenwerkes (siehe auch Sachgesamtheitsdokument Obj. 09304785, Willy-Brandt-Platz 2a–8d); Putzfassade, eisenbahngeschichtlich von Bedeutung | 09294152 |
|                                         | Deutsche Bahn AG; Hauptbahnhof Leipzig (Sachgesamtheit); Sächsisches Fernheizwerk                                                                     | Zentrum-Ost (Karte)            | 1910–1912 (Bahnheizwerk) | Einzeldenkmal obiger Sachgesamtheit: Fernheizwerk der sächsischen Staatsbahn mit allen erhaltenen technischen Anlagen (siehe auch Sachgesamtheitsdokument Ob. 09304785, Willy-Brandt-Platz 2a–8d); Eisenbeton- und Ziegelbau verputzt, überdachter Einschütttrichter, angebauter Wasserturm, als bedeutender funktionaler Bestandteil des Leipziger Hauptbahnhofs überregionale eisenbahngeschichtliche und technikgeschichtliche Bedeutung sowie der besonderen architektonischen Gestaltung wegen besondere baugeschichtliche Relevanz, Seltenheitswert | 09294153 |
|                                         | Offizin-Haag-Drugulin Buchdruckerei (ehem.) | Zentrum-Ost (Karte)            | 1926–1927 (Druckereigebäude) | Drei Hofgebäude (Nr. 5–5b, Nr. 7, Nr. 9–9c) einer ehemaligen Druckerei, heute Wohnhäuser; ein Produktionsgebäude mit aufwendig gestalteter Ziegelfassade, in den Details Anklänge an expressionistische Architektur, industriegeschichtlich und ortsgeschichtlich von Bedeutung | 09290566 |
|                                         | Kunstschlosserei Theodor Bergk (ehem.) | Zentrum-Ost (Karte)            | 1897 (Fabrikgebäude) | Fabrikgebäude in ehemals geschlossener Bebauung; mehrfarbige Klinkerfassade, ehemalige Bauschlosserei, ortsgeschichtlich und industriegeschichtlich von Bedeutung | 09290570 |
|                                         | Deutsche Bahn AG; Hauptbahnhof Leipzig (Sachgesamtheit); Hauptbahnhof; Stellwerke B 1, B 2, W 11 und W 12                                             | Zentrum-Ost (Karte)            | Entwurf 1906, bezeichnet 1909–1915 (Empfangsgebäude); 1907–1909 (Stellwerk W 17); 1914–1915 (Stellwerk B 1) | Einzeldenkmal obiger Sachgesamtheit: Hauptbahnhof (Empfangsgebäude und Bahnsteighalle sowie historische Ausstattungen und Werbeanlagen), vorhandes Stück des geplanten Verbindungstunnels zum Bayerischen Bahnhof, vier Stellwerke und Verkehrstunnel 1 und 2 im Gleisfeld sowie Stützmauer zur Sachsenseite (siehe auch Sachgesamtheitsdokument Obj. 09304785, Willy-Brandt-Platz 2a–8d); Reformstil-Architektur, Architekten: Lossow & Kühne, Dresden, eisenbahngeschichtliches, technisches und baugeschichtliches Denkmal mit nationaler und europäischer Bedeutung, Seltenheitswert, hoher Wert für die Volksbildung | 09290492 |
| Weitere Bilder                          | Deutsche Bahn AG; Hauptbahnhof Leipzig (Sachgesamtheit)                                                                                               | Zentrum-Ost (Karte)            | 1902–1915 (Eisenbahnanlage) | Sachgesamtheit Hauptbahnhof Leipzig, mit folgenden Einzeldenkmalen: Bahnhof mit Empfangsgebäude und Bahnsteighalle, Postbahnhof, Freiladebahnhof, Güterschuppen, Bahnbetriebswerken (mit technischer Ausstattung), Heizwerk, Wagenausbesserungswerkstatt, Stellwerken (zum Teil mit technischer Ausstattung) siehe auch Einzeldenkmaldokumente Obj. 09290492, Willy-Brandt-Platz 2a, 2b, 2c, 2d, 3, 4, 5, 6, 7, 8, 8a, 8b, 8c, 8d, Hauptbahnhof; Obj. 09294157, Preußenseite (ohne Nr.), Abfertigungsgebäude des Eilgüterschuppens; Obj. 09294153, Sachsenseite (ohne Nr.), Fernheizwerk; Obj. 09294155, Kurt-Schumacher-Straße (ohne Nr.), Abfertigungsgebäude des Mess- und Empfangsgüterschuppens; Obj. 09294154, Kurt-Schumacher-Straße (ohne Nr.), Zollabfertigungsgebäude; Obj. 09293829, Kurt-Schumacher-Str. 4, 4a, 4b, Fassade Abfertigungsgebäude des Versandgüterschuppens; Obj. 09298438, Lagerhofstraße 4, Güterschuppen des Sächsischen Freiladebahnhofes; Obj. 09293824, Rackwitzer Straße (ohne Nr.), Wasserturm; Obj. 09294152, Rosa-Luxemburg-Straße bei Nr. 49, Bahnbetriebswagenwerk Ost; Obj. 09260355, ohne Anschrift, Stellwerke, sowie mit folgenden Sachgesamtheitsbestandteildokumenten: OT Zentrum-Nord Obj. 09304786, OT Schönefeld-Abtnaundorf Obj. 09304787, OT Eutritzsch Obj. 09304791, OT Volkmarsdorf Obj. 09304792; eisenbahngeschichtliches, technisches und baugeschichtliches Denkmal mit nationaler und europäischer Bedeutung, Seltenheitswert, hoher Wert für die Volksbildung | 09304785 |
| Weitere Bilder                          | Rennbahnsteg | Zentrum-Süd (Karte)            | um 1930 (Fußgängerbrücke) | Fußgängerbrücke über das Elsterflutbett, mit Beleuchtung; Stahlbrücke nahe der Leipziger Pferderennbahn über das Elsterflutbett in Fortführung Rennbahnweg, genietete Stahlkonstruktion mit originaler Beleuchtung, baugeschichtlich und ortsgeschichtlich von Bedeutung | 09262689 |
| Weitere Bilder                          | Sachsenbrücke; Clara-Zetkin-Park (Sachgesamtheit) | Zentrum-Süd (Karte)            | um 1907 (Brücke); 1928 (Neubau Brücke) | Einzeldenkmal der Sachgesamtheit Clara-Zetkin-Park: Straßenbrücke über das Elsterflutbett (siehe Sachgesamtheitsdokument Obj. 09304591); Stahlbetonbrücke mit Muschelkalkverkleidung der Brückenköpfe, zur Sachgesamtheit »Clara-Zetkin-Park« gehörig, bautechnische und stadtgeschichtliche Bedeutung | 09262690 |
| Weitere Bilder                          | Vereinsbrauerei (ehem.); VEB Feinkost (ehem.) | Zentrum-Süd (Karte)            | 1872–1873 (Brauerei) | Ehemaliges Brauereigebäude (Anschriften: Braustraße 28, Karl-Liebknecht-Straße 36 und Niederkirchnerstraße 19), mit ausgedehnten Kelleranlagen (zur Neon-Leucht-Werbung siehe Braustraße 28); Baugruppe aus der Gründerzeit, einfache Putzfassaden, zum Teil Ziegelfassaden, ortsgeschichtlich und technikgeschichtlich von Bedeutung | 09263061 |
| Direkt Bild zu diesem Denkmal hochladen | Mietshaus in offener Bebauung und in Ecklage, mit seitlicher Toreinfahrt                                                                              | Zentrum-Süd (Karte)            | 1907–1908 (Mietshaus) | viergeschossiges Gebäude über hohem Souterrain, im Innern historischer Aufzug, seitlich Einfahrt mit Torgitter, markant gestaltete Putzfassade durch Erker betont, im Reformstil der Zeit um 1910, Architekt: Max Fricke, Überwindung des Jugendstils in Richtung einer neuen Klassizität erkennbar, baugeschichtlich, kunstgeschichtlich und städtebaulich von Bedeutung | 09295580 |
| Direkt Bild zu diesem Denkmal hochladen | Mietshaus in offener Bebauung | Zentrum-Süd (Karte)            | 1907–1908 (Mietshaus) | viergeschossiges Gebäude über hohem Souterrain, im Innern historischer Aufzug, streng gegliederte Putzfassade mit Erker und bemerkenswerter Keramikdekoration, im Reformstil der Zeit um 1910, Architekt: Max Fricke, Überwindung des Jugendstils in Richtung einer neuen Klassizität erkennbar, baugeschichtlich, kunstgeschichtlich und städtebaulich von Bedeutung | 09295581 |
| Weitere Bilder                          | Ehemaliges Elektrizitätswerk (Nr. 3/4, heute Bürogebäude) mit Schornstein im Hof und Einfriedung (vor Nr. 3) sowie ehemaliges Beamtenwohnhaus (Nr. 5) | Zentrum-Süd (Karte)            | 1895–1896 (Kraftwerk) | von der Union elektrische Gesellschaft Berlin errichtetes Kraftwerk für die Große Leipziger Straßenbahn, in Formen der in Leipzig üblichen Elektrizitätswerk-Ziegelneogotik, baugeschichtlich, ortsgeschichtlich und platzbildprägend von Bedeutung | 09297052 |
| Weitere Bilder                          | Druckereigebäude des Verbandes Deutscher Handlungsgehilfen (ehem.)                                                                                    | Zentrum-Süd (Karte)            | 1913–1918 (Druckerei) | Druckereigebäude in geschlossener Bebauung mit Hofgebäude; stattliches viergeschossiges Gebäude mit Durchfahrt, baulicher Zusammenhang mit dem Verwaltungsgebäude des Verbandes Deutscher Handlungsgehilfen (Karl-Liebknecht-Straße 8–14), Muschelkalksteinfassade, im Reformstil der Zeit um 1910, Architekt: Georg Wünschmann, kunsthistorisch, baugeschichtlich und ortsgeschichtlich von Bedeutung | 09297053 |
|                                         | Druckerei Meissner & Buch | Zentrum-Süd (Karte)            | Ende 19. Jahrhundert (Druckerei); 1910–1911, bezeichnet 1911 (Druckerei) | Ehemaliges Druckereigebäude mit Seitenflügel, Nebengebäude mit daran angebautem Schornstein und Einfriedung; viergeschossiger Hauptbau der Architektenfirma Händel & Franke, ein elegant und konstruktiv wirkender gelber Ziegelbau mit großen Fenstern, Gebäude des Kunstverlages und Chromographischen Instituts Meißner & Buch, ortsgeschichtlich von Bedeutung | 09297097 |
|                                         | Druckereigebäude in rückwärtiger Lage und in halboffener Bebauung                                                                                     | Zentrum-Süd (Karte)            | 1896 (Fabrikgebäude) | auf dem Hofgelände errichtetes viergeschossiges Fabrikgebäude als Ziegelbau mit an der Nordseite heruntergezogenem Mansarddach, baugeschichtlich und ortsgeschichtlich von Bedeutung | 09297199 |
|                                         | Kabelverzweiger der Deutschen Reichspost | Zentrum-Süd (Karte)            | um 1925 (Kabelverzweiger) | Kabelverzweigergehäuse für Telefonanschlüsse; Kabelverzweiger Leipziger Typ Nr. 7, technikgeschichtlich von Bedeutung, Seltenheits- und Dokumentationswert | 09304484 |
| Direkt Bild zu diesem Denkmal hochladen | Kontorgebäude (Nr. 32) mit angebauter Werkstatt (Nr. 30) rückwärtig auf dem Grundstück                                                                | Zentrum-Süd (Karte)            | um 1900 (Werkstatt) | gelber zweigeschossiger Klinkerbau mit eingeschossigem Anbau, ortsentwicklungsgeschichtlich von Bedeutung | 09299148 |
| Weitere Bilder                          | Städtische Gewerbeschule Leipzig (ehem.); Hochschule für Technik, Wirtschaft und Kultur (HTWK), Wiener-Bau                                            | Zentrum-Süd (Karte)            | bezeichnet 1889–1890 (Hochschule); 1902–1903 (Erweiterungsbau) | Hochschulgebäude in Ecklage Ferdinand-Rhode-Straße und Grassistraße; Dreiflügelbau mit Werkstattgebäude zum Hof, erbaut in zwei Bauphasen, repräsentative Klinkerfassade mit Gliederungselementen aus Elbsandstein und Rochlitzer Porphyrtuff, langgestreckte Hauptfront durch drei in barockisierenden Giebeln mündende Risalite untergliedert, zur Grassistraße ein Risalit mit zwei großformatigen Löwenskulpturen und einer Kartusche mit dem Leipziger Stadtwappen, Gebäude im Stil des späten Historismus, Architekt: Stadtbaurat Hugo Licht, baugeschichtlich, kunstgeschichtlich und ortsgeschichtlich von Bedeutung | 09295620 |
| Weitere Bilder                          | Unterwerk Mitte; Bowlingtreff Leipzig | Zentrum-Süd (Karte)            | 1925–1926 (Umspannwerk); 1986–1987 (Freizeitanlage/Sportanlage) | Ehemaliges Umspannwerk mit Erweiterungen zur Bowlingsporthalle, sowie Eingangsbauwerk des Bowlingtreffs; unterirdischer Stahlbetonbau, teilweise zweigeschossig, seltenes technisches Denkmal, Eingangsbauwerk als anschauliches Zeugnis der späten DDR-Architektur, technikgeschichtlicher und künstlerischer Wert | 09300365 |
| Weitere Bilder                          | Tierkliniken (Sachgesamtheit); Großmarkthalle Leipzig                                                                                                 | Zentrum-Südost                 | 1928–1929 (Markthalle) | Einzeldenkmal o. g. Sachgesamtheit: Markthalle mit rechteckigem ziegelverkleidetem Unterbau und zwei freitragenden Kuppeln auf achteckigem Grundriss in Stahlbetonschalenkonstruktion mit Netzwerkarmierung (siehe auch Sachgesamtheitsdokument Obj. 09295656); weltweit einzigartige Stahlbetonkonstruktion, technisches Denkmal, bedeutsames Zeugnis der Architekturgeschichte, Geschichtszeugnis, Erinnerungswert | 09295561 |
| Weitere Bilder                          | Bayerischer Bahnhof | Zentrum-Südost (Karte)         | 1842–1844 (Personenbahnhof) | Ehemaliger Bahnhof mit Portikus und Empfangsgebäude (teilweise originale Ausstattung der Schalterhalle); ergänzend dazugehörig (aber kein Denkmal) auch die ehemalige Hauptwerkstatt unter Dösner Straße 16 (abgebrochen), verkehrsgeschichtlich von Bedeutung | 09290835 |
| Weitere Bilder                          | Deutsche Reichsbahn, Gleisbaubetrieb Naumburg, Produktionsbereich Baumechanik Leipzig                                                                 | Zentrum-Südost                 | 1875 (Lokomotivrotunde) | Bahnanlage mit Verwaltungsgebäude und Ringlokschuppen, ehemals Wasserturm an der Kurt-Eisner-Straße; zur Gesamtanlage des Bayerischen Bahnhofs gehörend | 09296714 |
|                                         | Buchbinderei | Zentrum-Südost                 | 1860er Jahre (Werkstatt) | Buchbinderei in ehemals halboffener Bebauung; Putzfassade mit Klinkergliederung | 09290821 |
|                                         | Universitätsklinikum Leipzig; Chirurgische Universitätsklinik; Städtisches Krankenhaus St. Jakob (ehem.)                                              | Zentrum-Südost                 | 1868–1871 (Krankenhaus) | mehrfach umgebauter Krankenhauskomplex: erhalten blieben zwei durch einen Korridor verbundene hölzerne Krankenpavillons sowie drei Krankenpavillons als Ziegelbauten, Diphtheriehaus, Erweiterungsbau mit Eiskeller (s. a. Johannisallee 32 und 34 und Philipp-Rosenthal-Straße 25 und 27), Gartenanlage mit Muschelkalkstelen für Carl Thiersch/Carl Reinhold August Wunderlich/Ernst Leberecht Wagner/Heinrich Curschmann sowie Fontänenbecken und Alleen (Gartendenkmal) | 09295760 |
|                                         | Wohn- und Geschäftshaus in ehemals geschlossener Bebauung                                                                                             | Zentrum-Südost                 | 1845 (Wohn- und Geschäftshaus) | (Putzfassade; Stuck und Holzpaneele im Eingangsbereich; Druckerei um 1857) | 09290461 |
| Weitere Bilder                          | Märchenhaus | Zentrum-Südost                 | 1906–1908, bezeichnet 1907–1909 (Mietshaus) | Mietshaus in geschlossener Bebauung; mit Tordurchfahrt, Klinkerfassade mit Sandsteingliederungen (rückseitig angrenzende Fabrikgebäude, siehe unter Paul-List-Straße 24/26) | 09295547 |
| Weitere Bilder                          | Altes Messegelände; Sowjetischer Pavillon; Halle 12                                                                                                   | Zentrum-Südost                 | 1924–1925 (Messehalle); Umbau 1952 (Messehalle) | Messehalle 12 auf dem Alten Messegelände; Halle mit durch Pylonen gegliederten breiten Vorbau und Turm in Form einer steilen Pyramide mit Sowjetstern, vor dem Eingang ehemals Stele mit Kopf Lenins, errichtet in den 1920er Jahren als Ausstellungshalle für Werkzeugmaschinen, Architekt: Oskar Pusch, Dresden, Umbau in den 1950er Jahren zum Sowjetischen Pavillon, baugeschichtlich und ortsgeschichtlich von Bedeutung | 09295640 |
| Weitere Bilder                          | Altes Messegelände; Messesignet Nordtor | Zentrum-Südost (Karte)         | 1965 (Denkmal) | Doppeltes M als Eingangsgestaltung zum Alten Messegelände; Stahlkonstruktion mit Aluminiumblech, Seltenheits- und Erinnerungswert, Dokument der städtischen Entwicklung und Zeugnis der Messe-Entwicklung in Deutschland | 09290495 |
| Weitere Bilder                          | Altes Messegelände; Halle 15 | Zentrum-Südost                 | 1926–1927 (Messehalle) | Messehalle 15 auf dem Alten Messegelände; mit freitragender Stahlkonstruktion und Sheddachbelichtung | 09295810 |
| Weitere Bilder                          | Altes Messegelände; Hallen 1, 2 und 3 | Zentrum-Südost                 | 1938–1940 (Messehalle) | Rest einer Messehalle der ehemaligen Hallen 1, 2 und 3 auf dem Alten Messegelände (Anschrift: Prager Straße 200, nach Abbruch besitzt der Neubau zusätzlich die Anschrift: Alte Messe 2); zeittypisches monumentales Gebäude des Dritten Reiches, Fassade in den 1950er Jahren mit Muschelkalksteinplatten verkleidet, baugeschichtlich von Bedeutung | 09295644 |
| Weitere Bilder                          | Altes Messegelände; Halle der Kultur; Halle 16; Betonhalle                                                                                            | Zentrum-Südost                 | 1912 (Messehalle) | Messehalle 16 auf dem Alten Messegelände; Stahlbetonkonstruktion, Kuppelbau mit Seitenflügeln und Säulenportikus (ehemalige Betonhalle der Internationalen Baufach-Ausstellung 1913), Architekt: Wilhelm Kreis | 09295642 |
|                                         | Hofbuchbinderei Gustav Fritzsche | Zentrum-Südost                 | 1878 (Fabrikgebäude) | Fabrikgebäude in rückwärtiger Grundstückslage mit zwei Treppenhäusern; als Zeugnis des Standortes für Buchbindergewerbe von besonderer industriegeschichtlicher und ortsentwicklungsgeschichtlicher Bedeutung | 09303812 |
| Weitere Bilder                          | Brauerei Bauer | Zentrum-Südost                 | 1930er Jahre (Brauerei) | Brauereigelände (Anschrift: Täubchenweg 5 und 7 sowie Spohrstraße 10/10a) mit Sudhaus, Kelleranlagen, Kühlhaus, Hofpflasterung sowie Ausstattung; selten so stadtnah erhaltener Brauereikomplex, als altes Familienunternehmen mit hohem Erinnerungswert, städtebaulich wirksam und für die Stadtgeschichte von Bedeutung | 09290631 |
| Weitere Bilder                          | Universität Leipzig; Universitätssternwarte | Zentrum-Südost                 | 1860 (Observatorium) | Verwaltungsgebäude der Universitätssternwarte (Putzfassade; Sandsteinplatten im Hausflur) | 09290621 |
| Weitere Bilder                          | Altes Messegelände; Halle 11; heute HIT-Markt | Zentrum-Südost                 | 1925 (Messehalle) | Messehalle 11 auf dem Alten Messegelände; Halle mit Ziegelfassade, Spitzbögen mit Keramikeinfassungen und terrassenförmigem Dachaufbau, seit 2003 Einkaufsmarkt, baugeschichtlich und ortsgeschichtlich von Bedeutung | 09295641 |
| Weitere Bilder                          | Altes Messegelände; Halle 17 | Zentrum-Südost                 | 1921 (Messehalle) | Messehalle 17 auf dem Alten Messegelände; zunächst dreischiffige, auf fünf Schiffe erweiterte Stahlkonstruktion, baugeschichtlich und ortsgeschichtlich von Bedeutung | 09295643 |
| Weitere Bilder                          | Palmengartenwehr; Elsterwehr | Zentrum-West                   | 1913–1917 (Wehr) | Brücke mit Wehranlage; Elsterwehr, auch Palmengartenwehr genannt, technisches Denkmal als kombiniertes Walzen-Schützen-Wehr inklusive seiner Aufbauten, auch baukünstlerische und stadtgeschichtliche Bedeutung | 09293976 |
| Direkt Bild zu diesem Denkmal hochladen | Brücke über den Pleißemühlgraben und ehemaliges Rückhaltebecken                                                                                       | Zentrum-West                   | 1903 (Straßenbrücke) | sogenannte Möllerbrücke (Stahlbetonbrücke mit dem Konstruktionsprinzip des Hängegurtträgers, Brückenkonstruktion benannt nach dem Ingenieur Max Möller), Seltenheitswert, Technisches Denkmal mit überregionaler Bedeutung | 09303936 |
| Weitere Bilder                          | Klingerbrücke | Zentrum-West                   | 1928 (Straßenbrücke) | Straßenbrücke über das Elsterflutbett, mit Beleuchtung; Brücke mit originalen Brüstungen und Pfeilern mit Beleuchtungskörpern | 09293975 |
| Direkt Bild zu diesem Denkmal hochladen | Kabelverzweiger der Deutschen Reichspost | Zentrum-West                   | um 1925 (Kabelverzweiger) | Kabelverzweigergehäuse für Telefonanschlüsse; Kabelverzweiger Leipziger Typ Nr. 6, Metallgehäuse, technikgeschichtlich von Bedeutung, Seltenheits- und Dokumentationswert | 09305220 |
| Weitere Bilder                          | Lipanum (Geschäftshaus in halboffener Bebauung) | Zentrum-West (Karte)           | 1914–1916 (Geschäftshaus) | monumentale Kalksteinfassade, in Ecklage Alter Amtshof, am Pleißemühlgraben mit Ufermauer als Sockelgeschoss, bleiverglaste Treppenhausfenster, Aufzüge, Reformstil-Architektur mit neoklassizistischer Tendenz, Architekt: Peter Dybwad | 09290414 |
|                                         | Umspannwerk Naundörfchen; Schalthaus | Zentrum-West                   | 1907 (Maschinenhalle); 1926–1927 (Schaltwarte) | Ehemaliges Umspannwerk mit Schalt- und Akkumulatorenhaus (Nr. 30) sowie ehemaliger Maschinenhalle (Nr. 30a); technisches Denkmal | 08967701 |